# San Cristóbal de La Laguna
San Cristóbal de La Laguna es una ciudad y municipio de la provincia de Santa Cruz de Tenerife, en la isla de Tenerife, Canarias, España. Su capital administrativa se ubica en la ciudad de San Cristóbal de La Laguna, situada a 545 m s. n. m. Con 160 258 habitantes, La Laguna es la segunda ciudad más poblada de Tenerife y la tercera del archipiélago canario. Se encuentra en el noreste de la isla de Tenerife, junto a la ciudad de Santa Cruz de Tenerife, con la que se halla física y urbanísticamente unida, estando consideradas ciudades gemelas. La ciudad forma parte del área metropolitana de Santa Cruz de Tenerife junto con El Rosario, Tegueste, Tacoronte, El Sauzal y la propia Santa Cruz. Dicha área metropolitana tiene una población de más de 449 472 habitantes.
La ciudad fue declarada Patrimonio de la Humanidad por la Unesco en 1999 por ser ejemplo único de ciudad colonial no amurallada. En ella radican el Consejo Consultivo de Canarias, el Instituto de Astrofísica de Canarias, la diócesis de Tenerife, el Aeropuerto de Tenerife Norte y el Hospital Universitario de Canarias. Además también tiene sede en la ciudad la primera universidad fundada en Canarias, y el primer y más antiguo instituto en activo del archipiélago, por lo cual La Laguna históricamente ha sido considerada el centro intelectual de Canarias. Fue sede de la Capitanía General de Canarias (1656-1723), y hasta 1833 fue la capital de facto del archipiélago canario.
Destacan como monumentos la Catedral, con su fachada neoclásica y cúpula, la iglesia matriz de la Concepción, primera parroquia establecida en la isla, y el Real Santuario del Cristo, la Casa Salazar, el Palacio de Nava, los conventos de Santa Catalina y Santa Clara, la iglesia de Santo Domingo y el conjunto de su casco histórico en general.

## Topónimo
El nombre aborigen guanche de la zona donde se asienta esta ciudad de urbanismo típicamente castellano era Aguere, que era el nombre de la antigua laguna o lago que existía en el lugar. Esta denominación aún suele usarse para referirse poética o periodísticamente a San Cristóbal de La Laguna.
El nombre actual «San Cristóbal de La Laguna», le viene porque la ciudad fue fundada a la vera de dicha laguna y en fechas cercanas a la festividad de San Cristóbal de Licia, concretamente el 27 de julio de 1496. San Cristóbal en su hagiografía tiene que cruzar precisamente una laguna o un río cargando con el Niño Jesús al hombro, por lo que fue tomado como patrono y titular de la ciudad para simbolizar la fortaleza de la urbe en el futuro y su vinculación con la Iglesia católica. La coletilla «de La Laguna» es en razón del citado lago de Aguere.
También se la suele llamar «Ciudad de los Adelantados», por haber tenido en ella su residencia el Adelantado Alonso Fernández de Lugo y sus descendientes o «Ciudad de Aguere», en razón de su nombre aborigen.

## Símbolos

### Escudo
La ciudad posee un escudo heráldico concedido por la reina Juana de Castilla por Real Cédula de 23 de marzo de 1510 a la entonces capital de la isla, razón por la cual el escudo de la isla coincide con el de la ciudad.
La organización del escudo es: «De oro, una isla de sinople sumada de un volcán en su color escupiendo fuego, todo sobre ondas de azur y plata, adiestrado de un castillo de gules, siniestrado de un león de lo mismo y surmontado del Arcángel San Miguel en su color, llevando una lanza en una mano y un escudo en la otra. Bordura de gules, con la leyenda en letras de oro. Al timbre, corona real abierta: Michael Arcangele Veni in Adjutorium Populo Dei Thenerife Me Fecit, que significa Miguel Arcángel acudió en ayuda del pueblo de Dios. Tenerife me hizo».
El volcán representa a la isla de Tenerife; el castillo y el león a la Corona de Castilla a la que es incorporada la isla tras la conquista; el arcángel San Miguel alude a la evangelización de la isla bajo su advocación.

### Bandera
El ayuntamiento utiliza de manera oficiosa y desde tiempo inmemorial una bandera de color morado con el escudo heráldico al centro.

### Logotipo
Desde la declaración de la ciudad como Patrimonio de la Humanidad, el ayuntamiento utiliza un logotipo en púrpura y blanco (los colores tradicionales de la ciudad) inspirado en la rosa de los vientos, con la que, según cuenta la Historia, Alonso Fernández de Lugo trazó las primeras calles de la ciudad. Inmediatamente antes, se utilizaba otro logotipo (con los mismos colores) en referencia al V Centenario de la fundación de la ciudad.[cita requerida]

## Historia

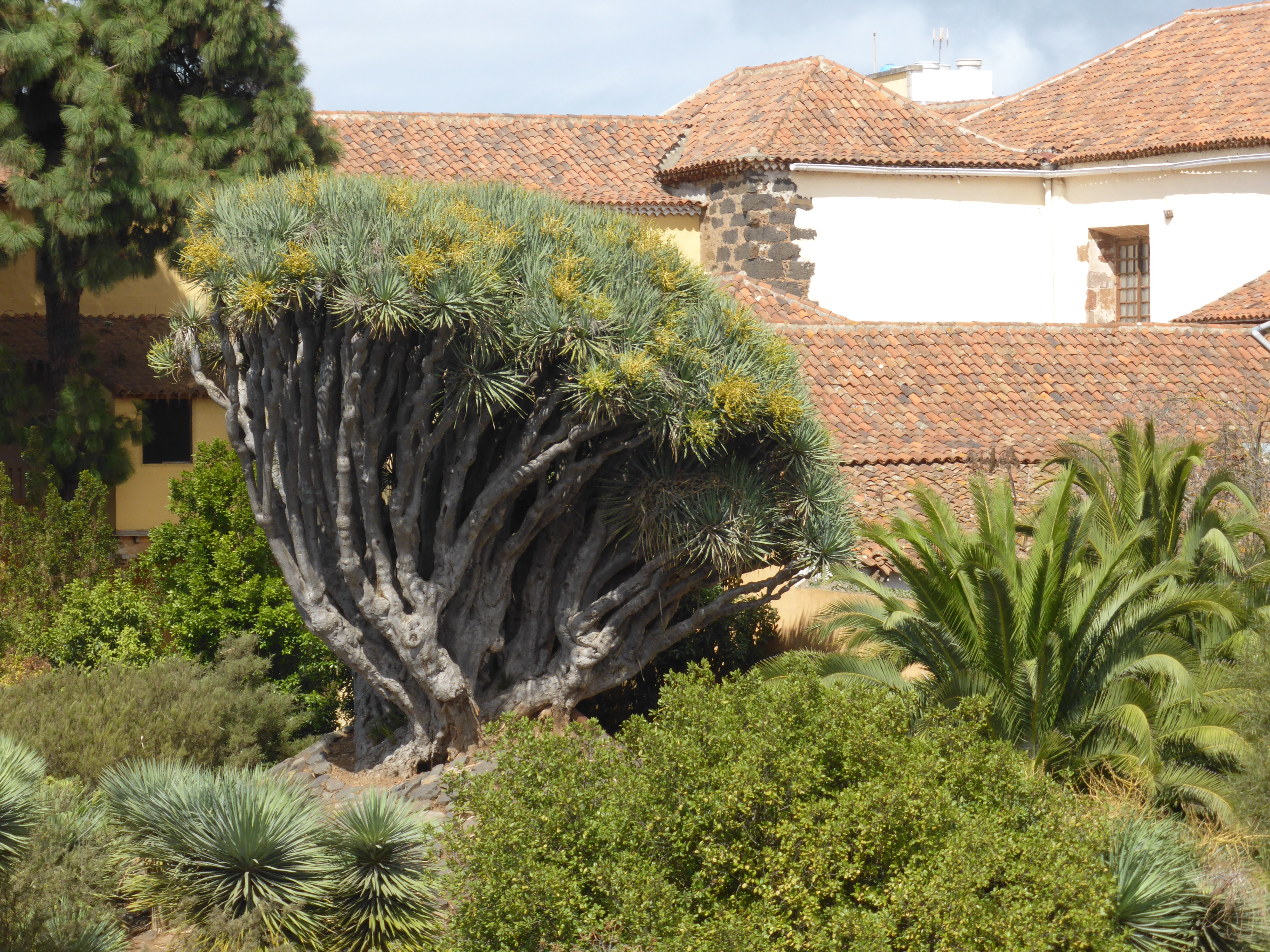
Drago del ex convento de Santo Domingo. Podría tener unos 500 años

### Etapa guanche: antes delXV
El área alrededor de la actual ciudad ha estado habitada desde la época guanche (los antiguos habitantes nativos de Tenerife). Los guanches se establecieron en la zona a la vez que en el resto de la isla hace aproximadamente 2000 años, según atestiguan los yacimientos arqueológicos encontrados.
Es sabido que todo el valle de Aguere (en donde se extiende la ciudad) y principalmente la gran laguna o lago que había en este lugar, era un lugar de peregrinación para los aborígenes de toda la isla de Tenerife.

### Conquista y colonización europeas:XVyXVI
San Cristóbal de La Laguna fue fundada a la vera de la antigua laguna de Aguere, que al igual que ocurrió en otras ciudades del mundo como la Ciudad de México, la laguna tuvo que ser dinamitada en la época debido al estado del agua, se secó y dio lugar al crecimiento de la ciudad. Tras la finalización de la conquista de las islas. Fue fundada entre 1496 y 1497 por el Adelantado Alonso Fernández de Lugo y nombrada capital del Cabildo de Tenerife, por estar situada en el interior de la isla y con ello libre de saqueos por parte de los piratas. Se sabe que tras la conquista, la isla de Tenerife se convirtió rápidamente en la más poblada de Canarias y La Laguna en el núcleo urbano más importante del archipiélago. En 1531, el emperador Carlos V del Imperio Romano Germánico y I de España le dio el título de «ciudad» a La Laguna. En 1582, la ciudad sufrió una virulenta epidemia de peste negra que produjo entre 5000 y 9000 fallecidos.

### Antiguo Régimen:XVIIyXVIII

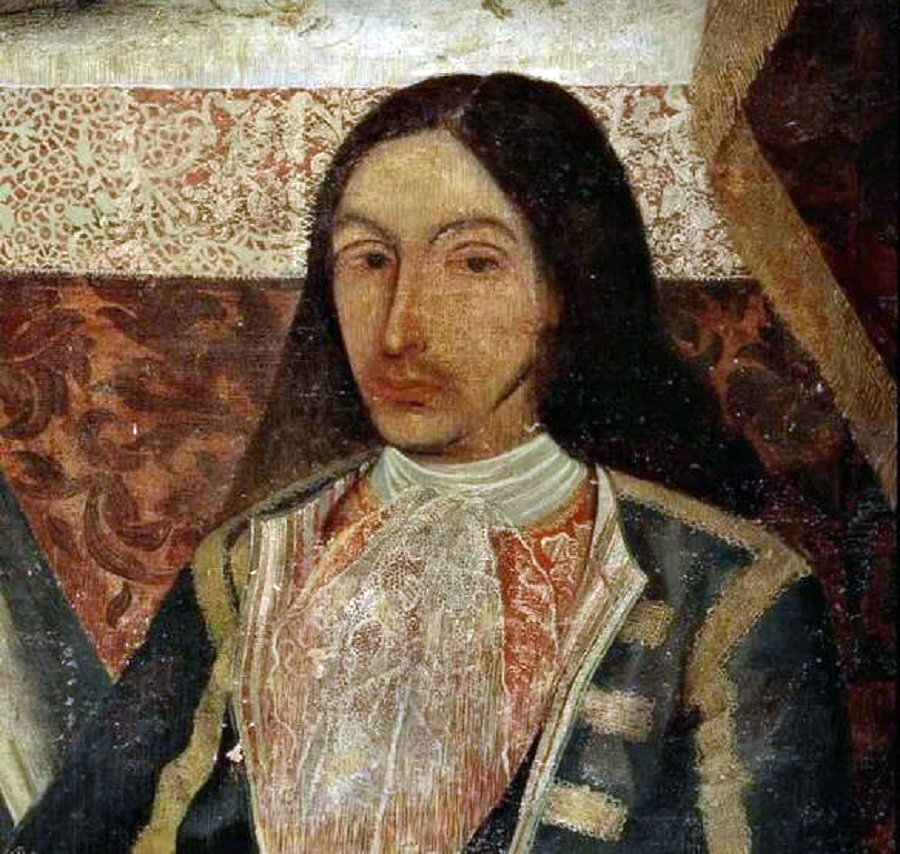
Amaro Pargo, famoso comerciante y corsario lagunero

La ciudad se fue formando poco a poco en los primeros siglos, asentándose en ella la élite y aristocracia de la época, así como el poder religioso. La Laguna fue en esta época la cuna de la Ilustración en Canarias. Como consecuencia de la tala de los bosques de alrededor de la laguna, la erosión pluvial desplazó la tierra de los mismos hacia abajo, cegando la mayor parte de la laguna y convirtiéndola en la fértil llanura conocida como Vega Lagunera. La Laguna fue sede de la Capitanía General de Canarias entre 1656-1723. La ciudad fue la capital de facto del archipiélago canario hasta 1833.

### Etapa moderna:XIXyXX

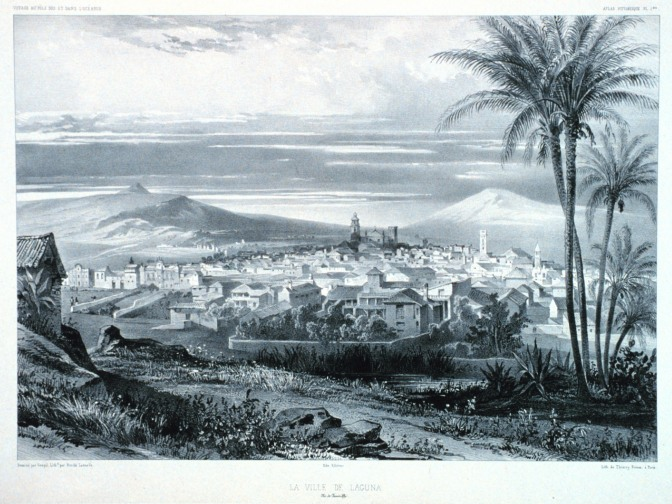
San Cristóbal de La Laguna en 1880

Con los años la ciudad fue perdiendo peso económico y poblacional respecto a su puerto, el Puerto de Santa Cruz de Tenerife, que en el XIX logra con Fernando VII el traslado de la Capitanía General de Canarias y la capitalidad insular desde La Laguna a Santa Cruz, a la vez que otros municipios iban segregándose, siendo el primero de ellos la Villa de La Orotava. La Laguna logró mantenerse a flote gracias a que se había creado ya el Obispado de la diócesis Nivariense (antes solo existía la diócesis de Canarias, con sede en Las Palmas de Gran Canaria) y la Universidad de La Laguna (a partir del colegio de los agustinos); instituciones otorgadas a La Laguna gracias a la acción de Cristóbal Bencomo y Rodríguez, confesor de Fernando VII.
Como nota de interés, cuando las tropas de Napoleón Bonaparte asediaban Cádiz en 1810, durante la Guerra de la Independencia Española, las Cortes de esa ciudad enviaron mensaje a Canarias trasladando la capitalidad de España. Como consecuencia de ese mensaje, se reunió en los jardines de Nava la Junta Suprema de Canarias, con el ánimo de gobernar los territorios aún no ocupados por los franceses (Canarias, Baleares, Cartagena, Galicia y las colonias americanas, amén de Filipinas y la Micronesia española). También en Las Palmas de Gran Canaria se constituyó un órgano semejante, el Cabildo Permanente. Como recuerdo de ello, una pequeña plaza en la «villa de arriba" lleva el nombre de Plaza de la Junta Suprema, y en ella se yergue un monolito que tuvo hasta 2006 la inscripción en latín FIDEL («fiel») y desde entonces hasta su desaparición en 2007 la inscripción «FIEL Y DE ILUSTRE HISTORIA» (el título oficial de la ciudad es «Muy noble, leal, fiel y de ilustre historia Ciudad de San Cristóbal de La Laguna»). Sin embargo, las tropas francesas no tomaron Cádiz y las Cortes reasumieron su labor de gobierno. En 2007 el Ayuntamiento presidido por Ana Oramas (Coalición Canaria), en su campaña de peatonalización del casco histórico de la ciudad, cambió el pavimento de la plaza de la Junta Suprema, eliminando el monolito en el proceso. Al finalizar las obras el monolito fue restablecido a su ubicación original.
Desde que la ciudad perdió la capitalidad entró en un largo retardo de desarrollo frente a Santa Cruz, hasta que a mediados del XX comenzó una época de desarrollo urbanístico, particularmente en los barrios y sin afectar especialmente al casco histórico, que la han colocado nuevamente entre las principales ciudades del archipiélago.
En torno a 1850, San Cristóbal de La Laguna absorbió a los entonces municipios independientes de Tejina, Punta del Hidalgo y Valle de Guerra. En 1999 la ciudad fue declarada Patrimonio de la Humanidad por la UNESCO.

### SigloXXI

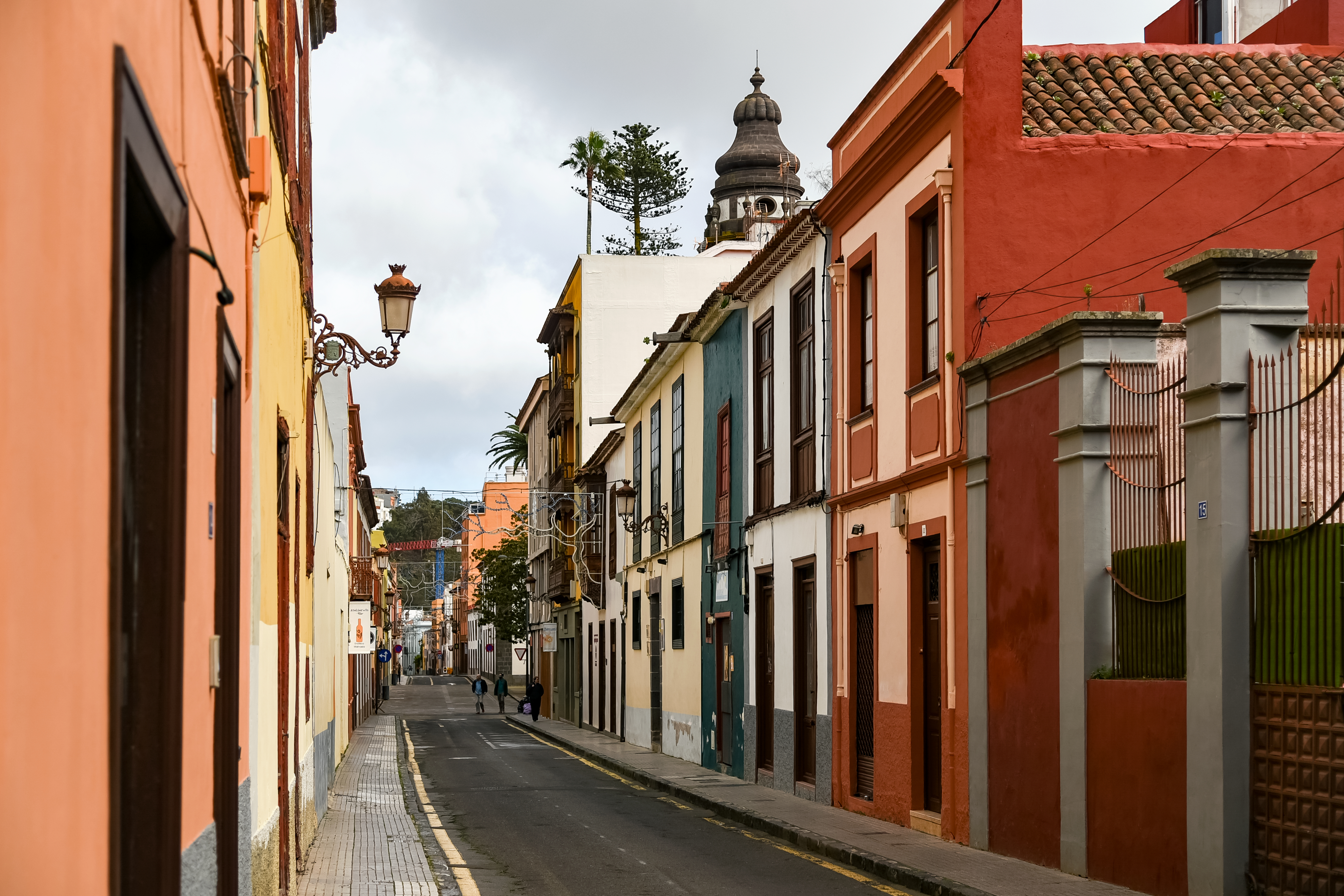
Calle de la localidad en el

El 23 de enero de 2006 un incendio acabó con el Palacio de la familia Salazar de Frías, que hasta el momento era la sede episcopal del obispado de Tenerife. Era un edificio del siglo XVII, aunque hasta finales del XIX no fue residencia del obispo. En 2009 fue totalmente reconstruido.
El día 31 de enero de 2010, la Orden del Santo Sepulcro de Jerusalén formado por los Caballeros de la Sección de Canarias y de la archidiócesis de Sevilla, ubicaron su sede para toda Canarias en la iglesia de Los Dolores de La Laguna. Actualmente la Orden del Santo Sepulcro de Jerusalén se encuentra también establecida en más de 48 países.
La Laguna es también sede del Instituto Superior de Teología de las Islas Canarias Virgen de Candelaria.

## Geografía
El término municipal de La Laguna está situado al noreste de la isla de Tenerife, en el valle de Aguere, entre el macizo de Anaga y el monte de La Esperanza. Limita con los municipios de Santa Cruz de Tenerife, El Rosario y Tacoronte, rodeando completamente al municipio de Tegueste.
Aun cuando el municipio no es de los más extensos de la isla, sí que es de los más variopintos; en su centro, en una extensa vega rodeada de montañas, se ubica la ciudad de San Cristóbal de La Laguna con un cinturón de barrios populares, entre los que destacan San Roque, El Timple, La Verdellada, Barrio Nuevo, Gracia, El Coromoto, San Benito, San Lázaro y El Bronco. Al sur, entre la ciudad y Santa Cruz de Tenerife, se encuentra la zona en auge urbano y económico: La Cuesta, Taco y La Hornera, con sus múltiples barrios dormitorio. Al norte, la costa y la comarca agrícola de Tejina y Valle de Guerra, y la turística de Bajamar y Punta del Hidalgo. Al oeste, el municipio se expande por Geneto y Los Baldíos, y se conserva en forma residencial y rústica en Guamasa y El Ortigal. Al este, el municipio se extiende por el macizo de Anaga, donde destacan los asentamientos rurales de Jardina, Las Mercedes, El Batán o Las Carboneras.
Tiene una extensión de 102,05 km², ocupando el 8.º puesto en cuanto a extensión de la isla de Tenerife y el 13.er de la provincia.
La mayor altura del municipio se encuentra en la elevación conocida como Cruz de Taborno, a 1020 m s. n. m. 

### Orografía

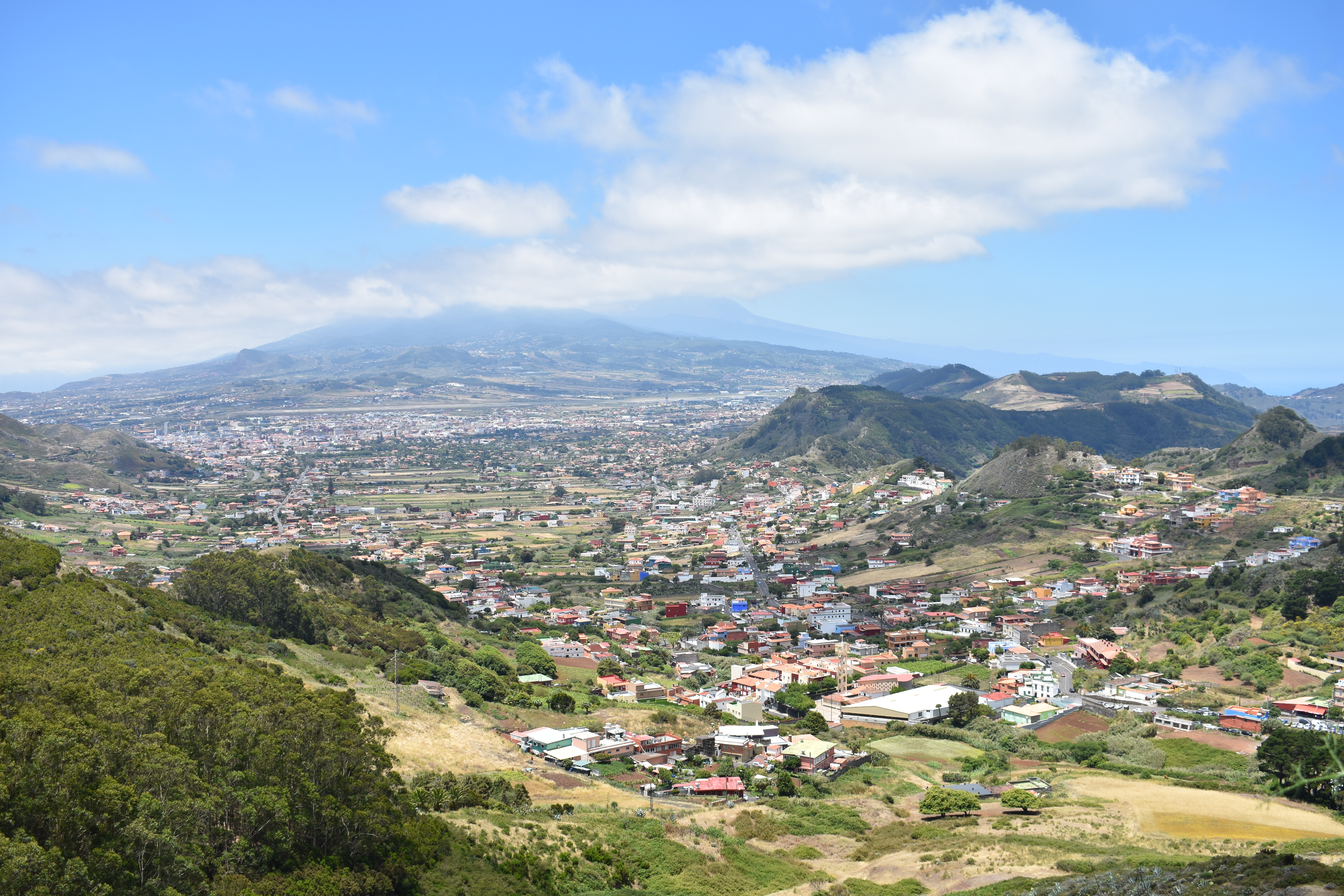
Vista desde el mirador de Jardina

La zona sobre la que se asienta la ciudad es una formación estrechamente vinculada a la actividad eruptiva de conos volcánicos situados entre la Cordillera Dorsal y el macizo de Anaga, cuyas emisiones basálticas corresponden a la serie más reciente de la isla. Con anterioridad a este periodo de actividad, la Vega Lagunera era un barranco de la red hidrográfica del macizo de Anaga, que discurría hacia el suroeste en esta zona, vertiendo sus aguas en el mar.
Las coladas lávicas procedentes del campo volcánico de La Esperanza se derramaron en esta área con dirección norte y este, penetrando algunas de ellas por el cauce del barranco, cerrando su curso. Con posterioridad se formó una laguna con los aportes de agua de lluvia, cuyo volumen era mayor que el de las pérdidas sufridas por evaporación o desagüe. La violencia de la erosión provocó una rápida sedimentación durante el Cuaternario, que elevó progresivamente el fondo de la laguna, permitiendo la formación de limos arcillosos, con ausencias de granulometrías gruesas y potencia variable, superando en algunos lugares los 20 m de potencia.
Desde el punto de vista geológico los sedimentos son muy importantes en la zona, destacando las arcillas lacustres de La Laguna, Los Rodeos y La Esperanza.
A raíz del poblamiento, el proceso sedimentario se intensificó. Las roturaciones desplazaron el bosque hacia el nordeste del llano, hasta su límite moderno, en el monte de Las Mercedes, los suelos, sin manto vegetal, fueron erosionados con más facilidad. Desde finales del XVI la laguna tenía poco fondo y durante el verano a menudo se secaba completamente; en 1799 era solo un pantano, y desapareció definitivamente en 1837, desecada artificialmente, y se acabó de elevar su fondo mediante los trabajos llevados a cabo con esa finalidad por la Comandancia de Ingenieros. Fruto de esta evolución, la zona ofrecía buenas condiciones para los cultivos y la posibilidad de obtener madera y piedra, sin que su transporte exigiera grandes trabajos.

### Clima
El clima de San Cristóbal de La Laguna es mediterráneo oceánico de tipo Csb de acuerdo a la clasificación climática de Köppen.
| Parámetros climáticos promedio de Observatorio del Aeropuerto de Tenerife Norte ( 632 m s. n. m. ) (municipio de San Cristóbal de La Laguna) (Periodo de referencia: 1991-2020, extremos: 1941-presente) | Parámetros climáticos promedio de Observatorio del Aeropuerto de Tenerife Norte ( 632 m s. n. m. ) (municipio de San Cristóbal de La Laguna) (Periodo de referencia: 1991-2020, extremos: 1941-presente) | Parámetros climáticos promedio de Observatorio del Aeropuerto de Tenerife Norte ( 632 m s. n. m. ) (municipio de San Cristóbal de La Laguna) (Periodo de referencia: 1991-2020, extremos: 1941-presente) | Parámetros climáticos promedio de Observatorio del Aeropuerto de Tenerife Norte ( 632 m s. n. m. ) (municipio de San Cristóbal de La Laguna) (Periodo de referencia: 1991-2020, extremos: 1941-presente) | Parámetros climáticos promedio de Observatorio del Aeropuerto de Tenerife Norte ( 632 m s. n. m. ) (municipio de San Cristóbal de La Laguna) (Periodo de referencia: 1991-2020, extremos: 1941-presente) | Parámetros climáticos promedio de Observatorio del Aeropuerto de Tenerife Norte ( 632 m s. n. m. ) (municipio de San Cristóbal de La Laguna) (Periodo de referencia: 1991-2020, extremos: 1941-presente) | Parámetros climáticos promedio de Observatorio del Aeropuerto de Tenerife Norte ( 632 m s. n. m. ) (municipio de San Cristóbal de La Laguna) (Periodo de referencia: 1991-2020, extremos: 1941-presente) | Parámetros climáticos promedio de Observatorio del Aeropuerto de Tenerife Norte ( 632 m s. n. m. ) (municipio de San Cristóbal de La Laguna) (Periodo de referencia: 1991-2020, extremos: 1941-presente) | Parámetros climáticos promedio de Observatorio del Aeropuerto de Tenerife Norte ( 632 m s. n. m. ) (municipio de San Cristóbal de La Laguna) (Periodo de referencia: 1991-2020, extremos: 1941-presente) | Parámetros climáticos promedio de Observatorio del Aeropuerto de Tenerife Norte ( 632 m s. n. m. ) (municipio de San Cristóbal de La Laguna) (Periodo de referencia: 1991-2020, extremos: 1941-presente) | Parámetros climáticos promedio de Observatorio del Aeropuerto de Tenerife Norte ( 632 m s. n. m. ) (municipio de San Cristóbal de La Laguna) (Periodo de referencia: 1991-2020, extremos: 1941-presente) | Parámetros climáticos promedio de Observatorio del Aeropuerto de Tenerife Norte ( 632 m s. n. m. ) (municipio de San Cristóbal de La Laguna) (Periodo de referencia: 1991-2020, extremos: 1941-presente) | Parámetros climáticos promedio de Observatorio del Aeropuerto de Tenerife Norte ( 632 m s. n. m. ) (municipio de San Cristóbal de La Laguna) (Periodo de referencia: 1991-2020, extremos: 1941-presente) | Parámetros climáticos promedio de Observatorio del Aeropuerto de Tenerife Norte ( 632 m s. n. m. ) (municipio de San Cristóbal de La Laguna) (Periodo de referencia: 1991-2020, extremos: 1941-presente) |
| Mes | Ene. | Feb. | Mar. | Abr. | May. | Jun. | Jul. | Ago. | Sep. | Oct. | Nov. | Dic. | Anual |
| --- | --- | --- | --- | --- | --- | --- | --- | --- | --- | --- | --- | --- | --- |
| Temp. máx. abs. (°C) | 25.9 | 26.9 | 33.2 | 33.0 | 37.6 | 38.1 | 41.4 | 41.2 | 38.0 | 35.0 | 31.0 | 26.6 | 41.4 |
| Temp. máx. media (°C) | 16.3 | 16.8 | 18.1 | 18.7 | 20.5 | 22.3 | 24.4 | 25.9 | 24.7 | 22.8 | 19.6 | 17.4 | 20.6 |
| Temp. media (°C) | 13.3 | 13.4 | 14.3 | 14.9 | 16.5 | 18.3 | 20.2 | 21.5 | 20.6 | 19.1 | 16.5 | 14.5 | 16.9 |
| Temp. mín. media (°C) | 10.3 | 10.0 | 10.5 | 11.1 | 12.4 | 14.2 | 16.0 | 17.0 | 16.5 | 15.5 | 13.4 | 11.6 | 13.2 |
| Temp. mín. abs. (°C) | 3.2 | 3.4 | 2.0 | 4.2 | 6.0 | 8.5 | 8.5 | 7.0 | 9.2 | 6.8 | 6.2 | 3.5 | 2.0 |
| Precipitación total (mm) | 72 | 67 | 67 | 38 | 16 | 10 | 7 | 6 | 12 | 56 | 91 | 75 | 516 |
| Días de precipitaciones (≥ 1 mm) | 7.5 | 6.9 | 7.0 | 6.1 | 3.4 | 2.7 | 1.8 | 1.1 | 2.4 | 7.1 | 8.6 | 7.8 | 62.5 |
| Horas de sol | 146 | 161 | 186 | 201 | 220 | 216 | 254 | 273 | 222 | 189 | 141 | 127 | 2374 |
| Humedad relativa (%) | 77 | 74 | 74 | 75 | 73 | 74 | 72 | 70 | 74 | 76 | 77 | 80 | 75 |
| Fuente: Agencia Estatal de Meteorología | | | | | | | | | | | | | |

### Espacios protegidos
La Laguna posee parte del espacio natural protegido del parque rural de Anaga de la Red Canaria de Espacios Naturales Protegidos.
El parque rural de Anaga cuenta con la mayor cantidad de endemismos por kilómetro cuadrado de Europa, habiendo sido declarado además reserva de la biosfera por la UNESCO en junio de 2015.
Gran parte del parque rural perteneciente a La Laguna se incluye también en la Red Natura 2000 como Zona Especial de Conservación y Zona de Especial Protección para las Aves.
El municipio posee asimismo el monte de utilidad pública denominado Las Mercedes, Mina y Yedra.

## Demografía
San Cristóbal de La Laguna cuenta con una población de 160 258 habitantes (INE 2024).
| Gráfica de evolución demográfica de La Laguna entre 1842 y 2021 |
| |
| Población de derecho según los censos de población del INE Población de hecho según los censos de población del INEEn 1857 crece el término del municipio porque incorpora a Punta del Hidalgo, Tejina y Valle de Guerra |

San Cristóbal de La Laguna ocupa el segundo puesto en número de habitantes tanto de la isla de Tenerife como de la provincia de Santa Cruz de Tenerife. Además, es la tercera ciudad más poblada de la comunidad autónoma de Canarias, tras Las Palmas de Gran Canaria y Santa Cruz de Tenerife, respectivamente. A estos datos hay que sumarle una población flotante de estudiantes de otras islas.
| Entidad singular                               | Habitantes |
| ---------------------------------------------- | ---------- |
| San Cristóbal de La Laguna (capital municipal) | 31 520     |
| La Cuesta                                      | 26 957     |
| Los Andenes                                    | 2670       |
| Bajamar                                        | 2104       |
| Los Baldíos                                    | 2804       |
| Las Chumberas                                  | 3656       |
| Finca España                                   | 4173       |
| Geneto                                         | 6478       |
| Gracia                                         | 6779       |
| Guajara                                        | 2923       |
| Guamasa                                        | 3985       |
| Jardina                                        | 1435       |
| Las Mercedes                                   | 1070       |
| Las Montañas                                   | 289        |
| El Ortigal                                     | 1718       |
| Punta del Hidalgo                              | 2538       |
| Los Rodeos                                     | 2296       |
| San Lázaro                                     | 5990       |
| Taco                                           | 22 496     |
| Tejina                                         | 8250       |
| Valle de Guerra                                | 6047       |
| Los Valles                                     | 2814       |
| Vega de las Mercedes                           | 2907       |
| La Vega Lagunera                               | 2597       |
| Total                                          | 153 009    |

A 1 de enero de 2020 la población del municipio ascendía a 158 911 habitantes. La población relativa era de 1499,21 hab./km².
San Cristóbal de La Laguna experimenta un aumento de población entre 1842 y 1857, pasando de 6532 habitantes a 10 229, debido a la agregación a su término de los municipios de Punta del Hidalgo, Tejina y Valle de Guerra.
En cuanto al lugar de nacimiento, el 82 % de la población del municipio había nacido en Canarias, de los cuales el 41 % lo había hecho en el propio municipio, un 48 % en otro municipio de la isla y un 11 % procedía de otra isla del archipiélago. El resto de la población la componía un 6 % de españoles peninsulares y un 12 % de nacidos en el extranjero, sobre todo procedentes de Venezuela, Cuba y Alemania.

## Economía
Agricultura de flor cortada, hortalizas en invernadero y platanera en la comarca del nordeste. Ganadería de vacuno en los alrededores de la ciudad, teniendo la mayor cabaña ganadera de vacuno de la provincia. En Los Rodeos se concentra la mayor superficie de cereal de Canarias. La ciudad es sede de la Asociación de Ganaderos de Tenerife (AGATE) y de la Cooperativa del Campo La Candelaria, existiendo otra importante sociedad cooperativa en Tejina; Cosecheros de Tejina, que cierra sus puertas en diciembre de 2013 después de 66 años de actividad.
Comercial y urbana en la zona centro y sur del municipio y turística en la costa norte. En la zona sur del municipio se encuentran los principales polígonos industriales: Los Majuelos, Las Torres de Taco, Las Mantecas, Las Chumberas, etc, donde se concentran fábricas —almacenes— de alimentación y manufacturas, exportaciones y centros comerciales de gran tamaño de la rama de la alimentación, bricolaje, automóviles y equipamientos domésticos. En el casco histórico y en los 180 barrios del municipio se dispersa el comercio tradicional y la pequeña industria familiar. La mayoría de la población trabaja en el sector servicios. En el municipio se encuentra la Universidad de La Laguna, con unos 24 000 alumnos el curso 2005/6.
En el municipio de La Laguna se concentra el mayor número de grandes centros comerciales de la isla y con él la mayor parte del capital comercial de la misma, el Aeropuerto de Tenerife Norte, el Hospital Universitario de Canarias, la Universidad de La Laguna, el Archivo Histórico Provincial.
En 2010, tras una encuesta de Merco Ciudad, La Laguna fue catalogada como la ciudad canaria con mejor reputación y la tercera ciudad no capital de provincia de España con mejor reputación, solamente por detrás de Gijón y Marbella.

## Administración y política

### Gobierno municipal

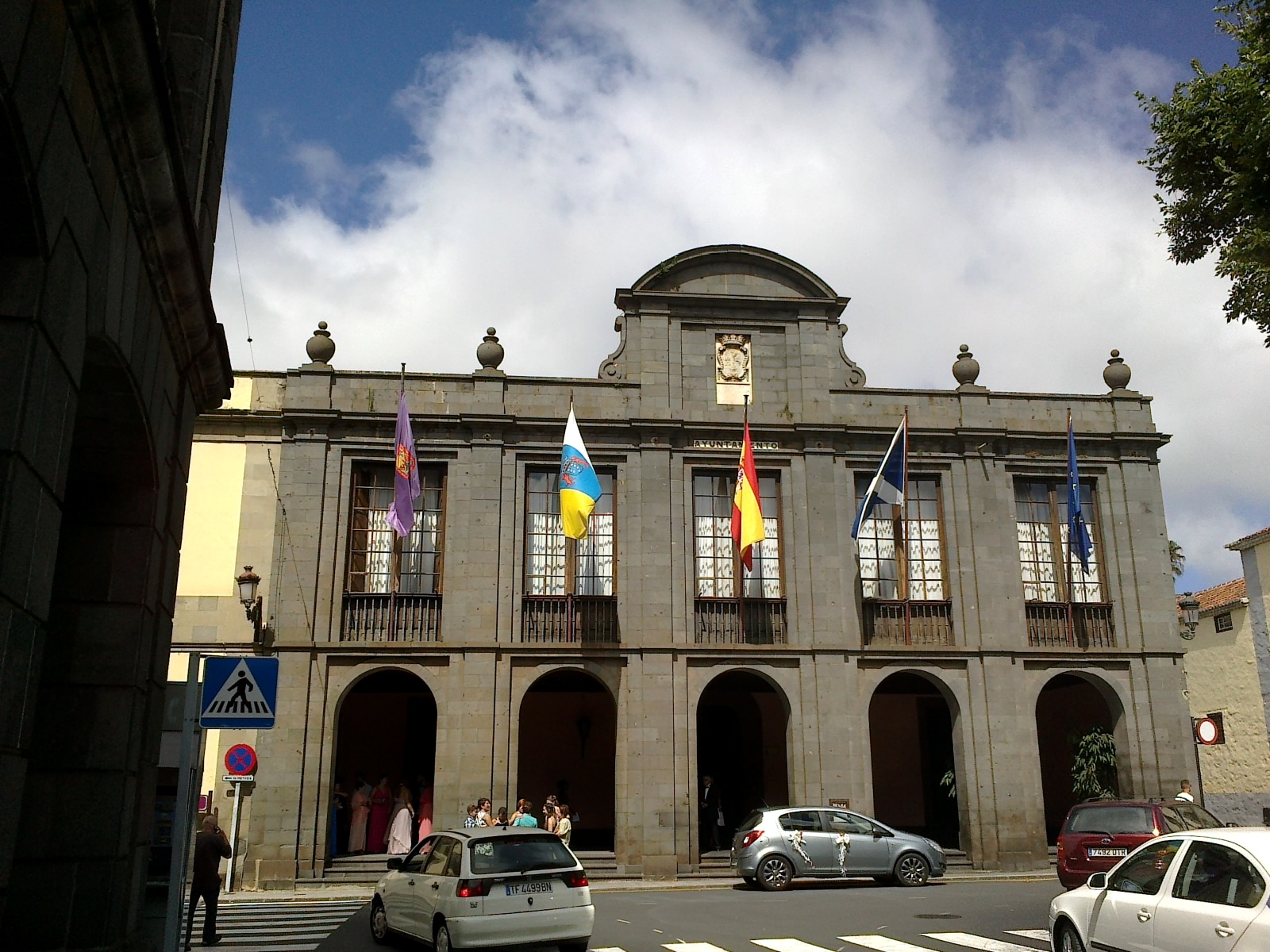
Casa consistorial

| Periodo   | Nombre                      | Partido | Partido                                      |
| --------- | --------------------------- | ------- | -------------------------------------------- |
| 1979-1987 | Pedro González              |         | Partido Socialista Obrero Español (PSOE)     |
| 1987-1991 | Elfidio Alonso              |         | Agrupación Tinerfeña de Independientes (ATI) |
| 1991-1993 | José Segura Clavell         |         | Partido Socialista Obrero Español (PSOE)     |
| 1993-1995 | Elfidio Alonso              |         | Coalición Canaria (CC)                       |
| 1995-1999 | Elfidio Alonso              |         | Agrupación Tinerfeña de Independientes (ATI) |
| 1999-2008 | Ana Oramas                  |         | Coalición Canaria (CC)                       |
| 2008-2015 | Fernando Clavijo            |         | Coalición Canaria (CC)                       |
| 2015-2019 | José Alberto Díaz Domínguez |         | Coalición Canaria (CC)                       |
| 2019-act. | Luis Yeray Gutiérrez Pérez  |         | Partido Socialista Obrero Español (PSOE)     |

| Partido político                              | 2023   | 2023  | 2023       | 2019   | 2019  | 2019       | 2015   | 2015  | 2015       | 2011   | 2011  | 2011       | 2007   | 2007  | 2007       |
| Partido político                              | Votos  | %     | Concejales | Votos  | %     | Concejales | Votos  | %     | Concejales | Votos  | %     | Concejales | Votos  | %     | Concejales |
| Partido Socialista Obrero Español (PSOE)      | 23 459 | 32,88 | 10         | 16 603 | 23,91 | 7          | 12 592 | 18,09 | 5          | 10 291 | 15,10 | 4          | 18 358 | 27,42 | 9          |
| Coalición Canaria (CC)                        | 19 713 | 27,59 | 8          | 19 201 | 27,65 | 9          | 16 670 | 23,95 | 7          | 27 029 | 39,67 | 13         | 31 278 | 46,71 | 15         |
| Partido Popular (PP)                          | 8827   | 12,37 | 3          | 5411   | 7,79  | 2          | 10 569 | 15,18 | 4          | 13 992 | 20,53 | 6          | 7272   | 10,86 | 3          |
| Vox                                           | 5379   | 7,36  | 2          | 1590   | 2,28  | 0          | —      | —     | —          | —      | —     | —          | —      | —     | —          |
| Podemos-Izquierda Unida (IU)-Equo-Verdes      | 5260   | 6,77  | 2          | 11 794 | 16,98 | 5          | 12 889 | 18,51 | 6          | 1440   | 2,11  | 0          | 2009   | 3,00  | 0          |
| Partido Drago Canarias (DVC)                  | 4452   | 6,24  | 2          | —      | —     | —          | —      | —     | —          | —      | —     | —          | —      | —     | —          |
| Nueva Canarias (NC)-Por Tenerife              | 1542   | 1,97  | 0          | 1563   | 2,25  | 0          | 6678   | 9,59  | 3          | 6198   | 9,10  | 3          | —      | —     | —          |
| Ciudadanos (CS)                               | 490    | 0,68  | 0          | 4930   | 7,10  | 2          | 4993   | 7,17  | 2          | —      | —     | —          | —      | —     | —          |
| Avante La Laguna                              | —      | —     | —          | 6136   | 8,84  | 2          | —      | —     | —          | —      | —     | —          | —      | —     | —          |
| Alternativa Sí Se Puede por Tenerife (ASSPPT) | —      | —     | —          | —      | —     | —          | —      | —     | —          | 3919   | 5,75  | 1          | 2577   | 3,85  | 0          |

### Organización territorial
La ciudad se encuentra en la comarca del área metropolitana, a excepción de su superficie inmersa en el parque rural de Anaga, que pertenece a la Comarca de Anaga. San Cristóbal de La Laguna está repartida en seis distritos municipales, subdivididos a su vez en veinticuatro entidades singulares de población.
| Zona 1 - Gracia - San Cristóbal - San Lázaro - La Vega Lagunera | Zona 2 - La Cuesta - Finca España - Los Valles | Zona 3 - Las Chumberas - Geneto - Guajara - Taco | Zona 4 - Los Andenes - Los Baldíos - Guamasa - El Ortigal - Los Rodeos | Zona 5 - Bajamar - Punta del Hidalgo - Tejina - Valle de Guerra | Zona 6 - Jardina - Las Mercedes - Las Montañas - Vega de las Mercedes |

## Servicios

### Sanidad

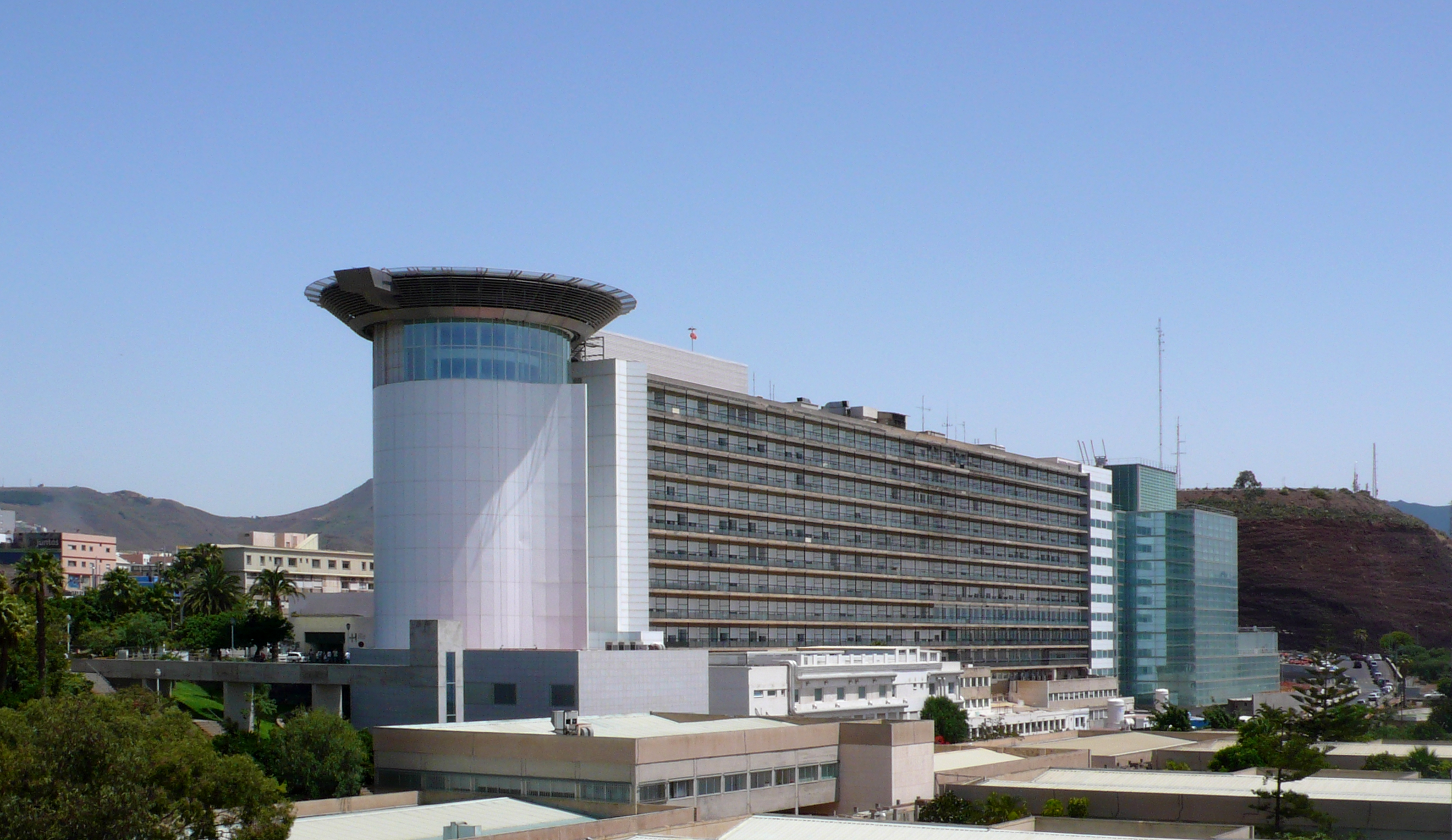
Hospital Universitario de Canarias

En su término municipal se encuentra el Hospital Universitario de Canarias. Además, San Cristóbal de La Laguna cuenta con una amplia red de Centros de Salud, distribuidos por toda la ciudad.

### Educación
La Laguna es sede de la Universidad homónima, del Instituto de Astrofísica de Canarias y del Instituto Universitario de Bio-Orgánica Antonio González. Además, en La Laguna se encuentra el IES Canarias Cabrera Pinto, primer y más antiguo instituto en activo del archipiélago canario.
También tiene sede en la ciudad la Universidad Nacional de Educación a Distancia. Posee además la Escuela Oficial de Idiomas.

### Comunicaciones

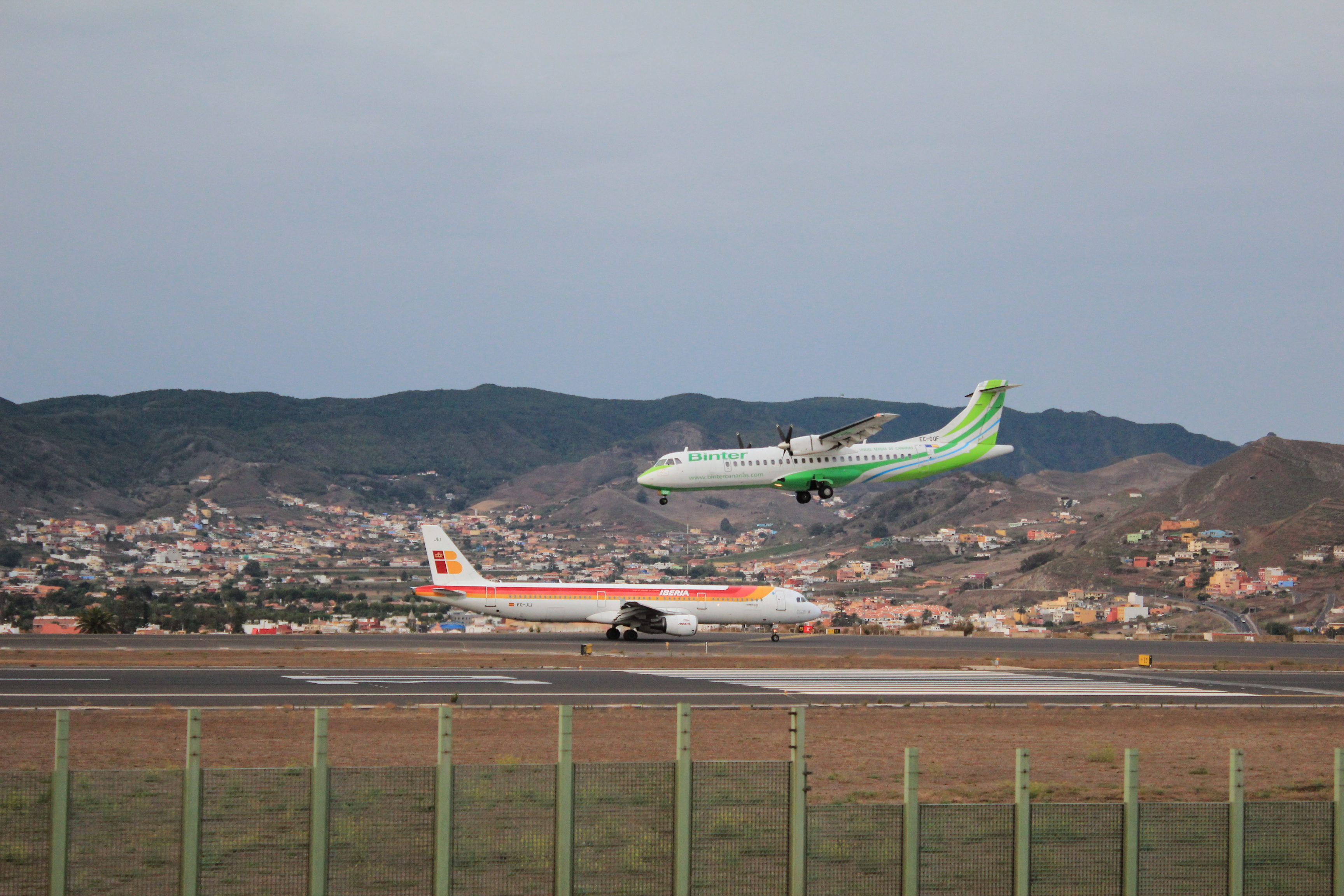
Aeropuerto de Los Rodeos o Tenerife Norte

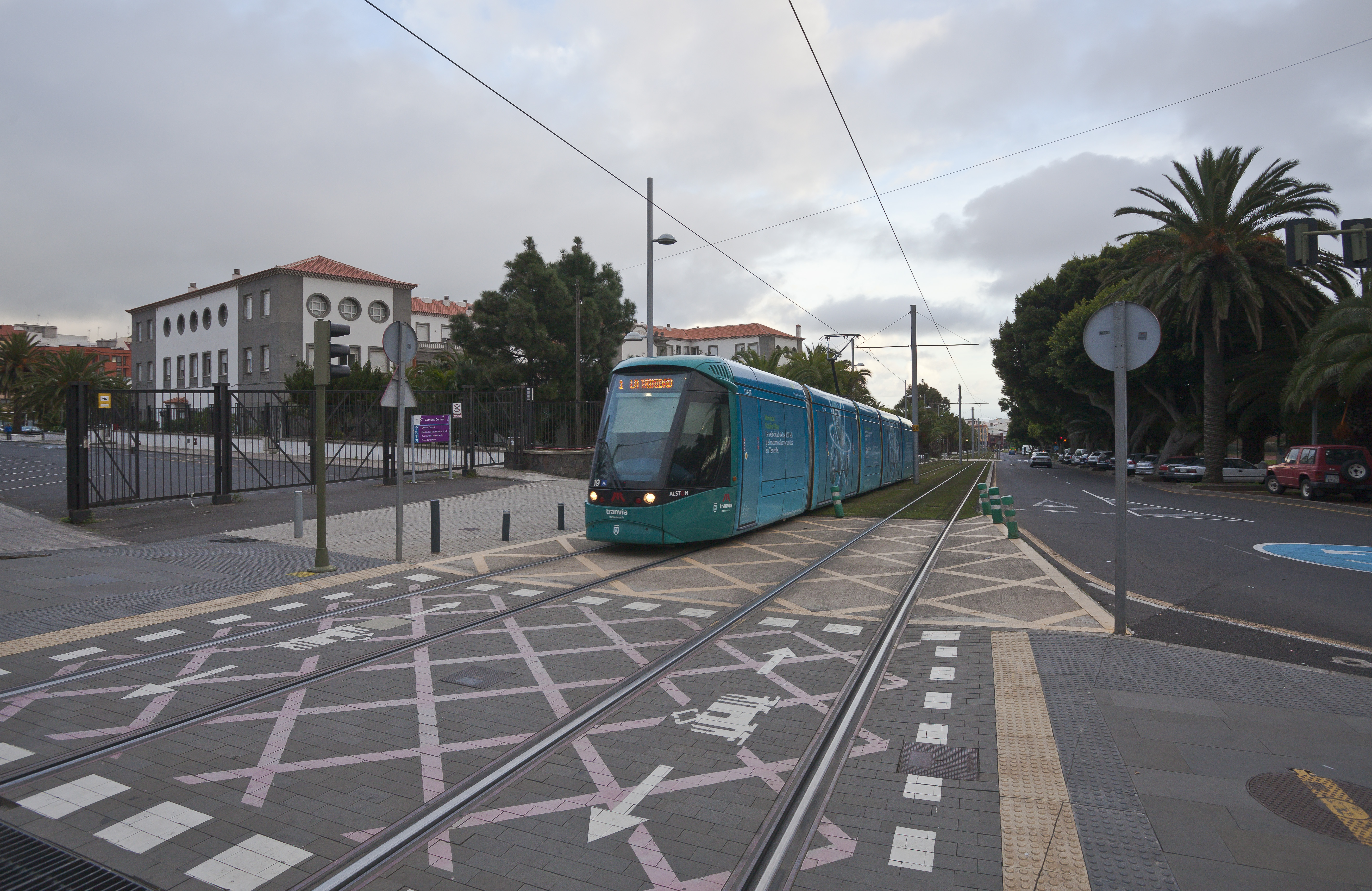
Tranvía de Tenerife en San Cristóbal de La Laguna

#### Carreteras
| Identificador | Denominación                    | Itinerario                                         | Red                 | Longitud (km) |
| ------------- | ------------------------------- | -------------------------------------------------- | ------------------- | ------------- |
| TF-5          | Autopista del Norte             | Santa Cruz de Tenerife - Puerto de la Cruz         | Red primaria básica | 61 km         |
| TF-2          | Autovía Interconexión Norte-Sur | Santa Cruz de Tenerife -San Cristóbal de La Laguna | Red primaria básica | 5,1 km        |
| TF-13         | Via de Ronda                    | San Cristóbal de La Laguna                         | Red primaria básica | 19,58 km      |

#### Transporte público
Los servicios de transporte de viajeros los cubre la compañía Transportes Interurbanos de Tenerife, S.A.U. (TITSA), a través de una gran cobertura de servicios urbanos e interurbanos. Además, también presta sus servicios el tranvía (Metropolitano de Tenerife) con las líneas 1 y 2.
La nueva estación de guaguas de La Laguna, inaugurada en 2011, se encuentra situada próxima a la autopista, y al principio de la Av. de la Trinidad. Los accesos al casco de la ciudad en tranvía pueden hacerse mediante la parada Padre Anchieta, situada en la avenida de Ángel Guimerá, en el Intercambiador de Transportes.

## Monumentos y lugares de interés
- Arqueológico:

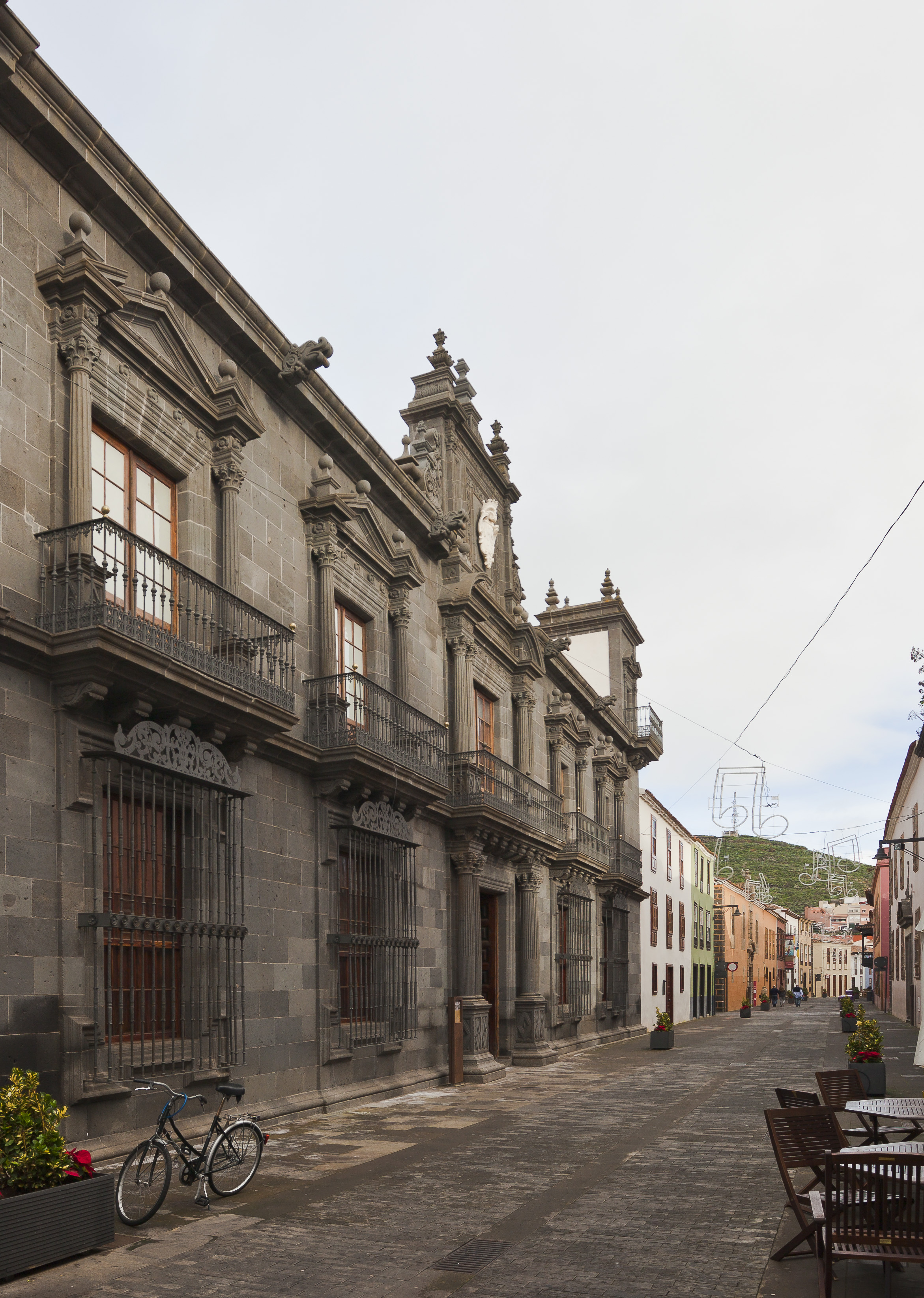
Casa Salazar, sede del obispado

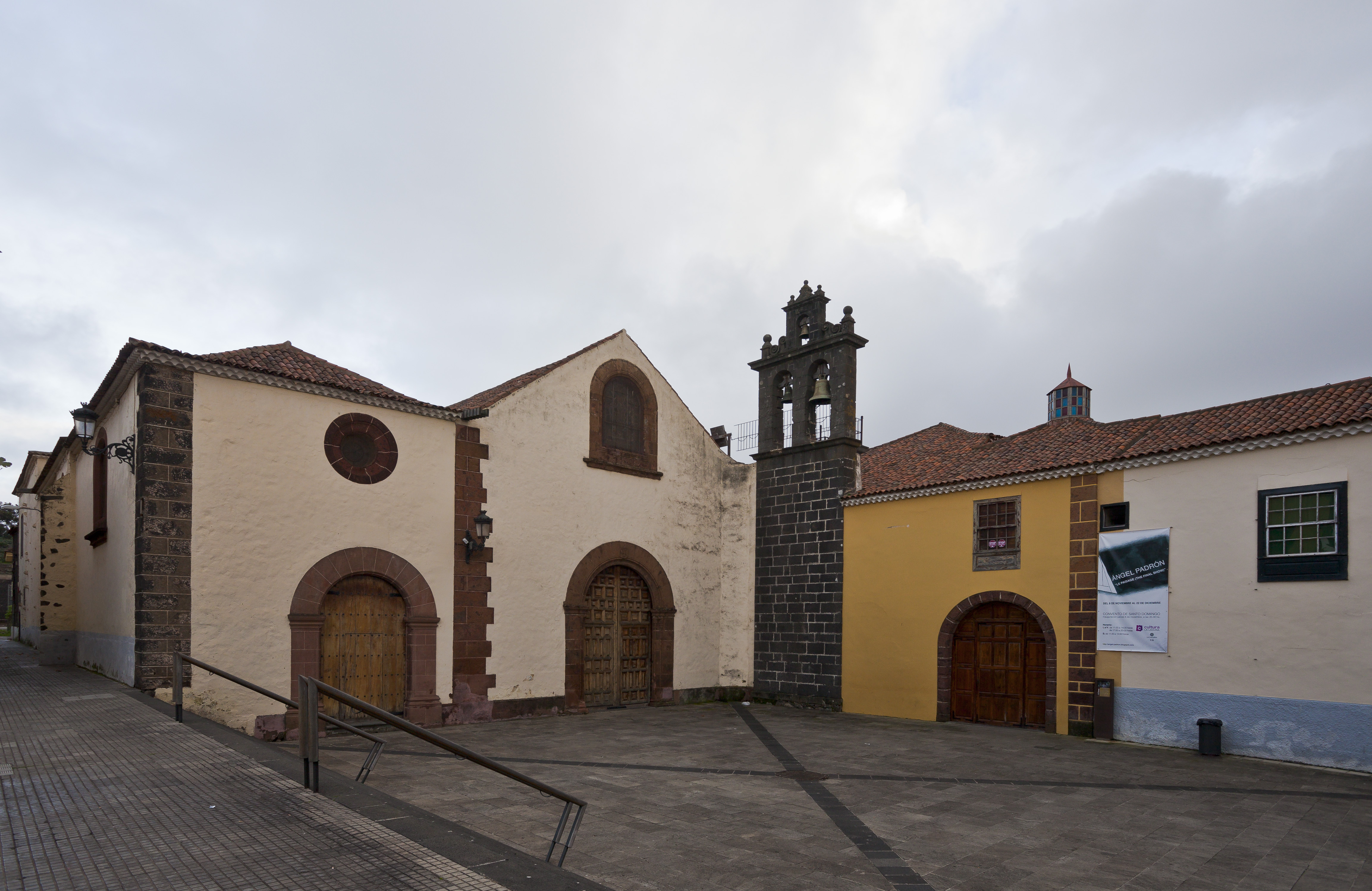
Iglesia de Sto Domingo de Guzmán

  - Paneles con grabados rupestres en Gracia, La Verdellada y barranco de Chamarta, entre otros lugares del municipio.
  - Zona arqueológica La Barranquera
- Arquitectónico e histórico
  - Casco antiguo
  - Iglesia de la Concepción
  - Catedral de San Cristóbal de La Laguna
  - Convento de Santa Catalina de Siena
  - Convento de las monjas Claras
  - Iglesia de Santo Domingo de Guzmán
  - Real Santuario del Santísimo Cristo de La Laguna
  - Casa Salazar
  - Palacio de Nava
  - Casa Anchieta
- Artístico:
  - Santísimo Cristo de La Laguna
  - Retablo barroco de plata repujada del Real Santuario del Santísimo Cristo de La Laguna
  - Púlpito de mármol genovés de la catedral
  - Retablo de Nuestra Señora de los Remedios de la catedral
- Cultural:
  - Universidad de La Laguna
  - Museo de la Ciencia y el Cosmos
  - Instituto de Astrofísica de Canarias
  - Teatro Leal
  - Museo de Historia de Tenerife
  - IES Canarias Cabrera Pinto
- Natural:
  - Las Mercedes
  - Las Canteras
  - Cruz del Carmen
  - Barranco de Majada
  - Lomo Morro
  - Homicián
  - Punta del Hidalgo
- Playas:
  - Playa del Arenal
  - Zona costera de Los Areniscos
  - Las Furnias

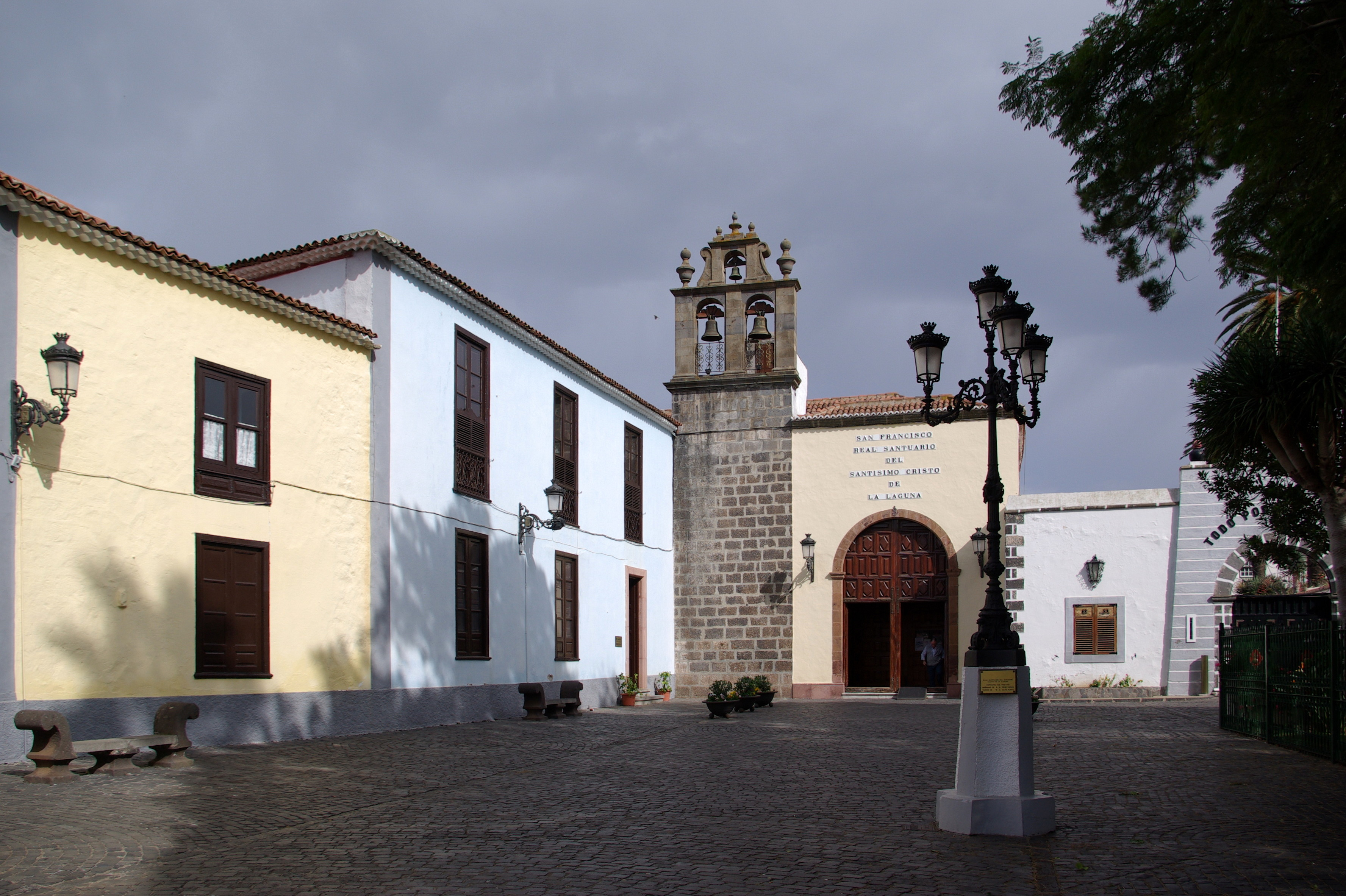
Real Santuario del Cristo de La Laguna
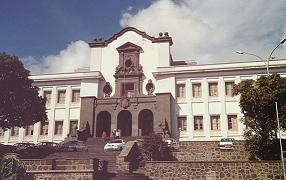
Universidad de La Laguna
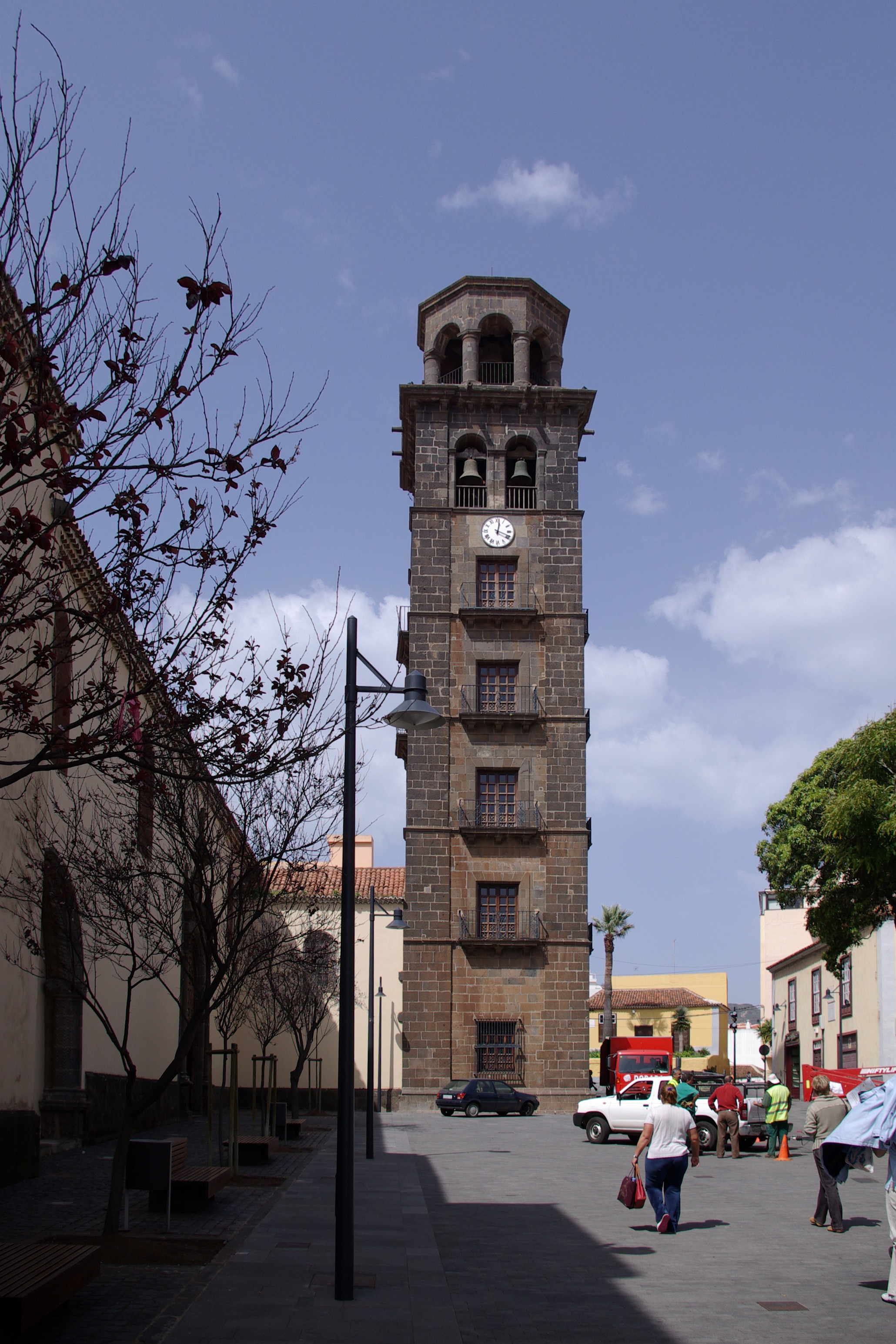
Iglesia de la Concepción
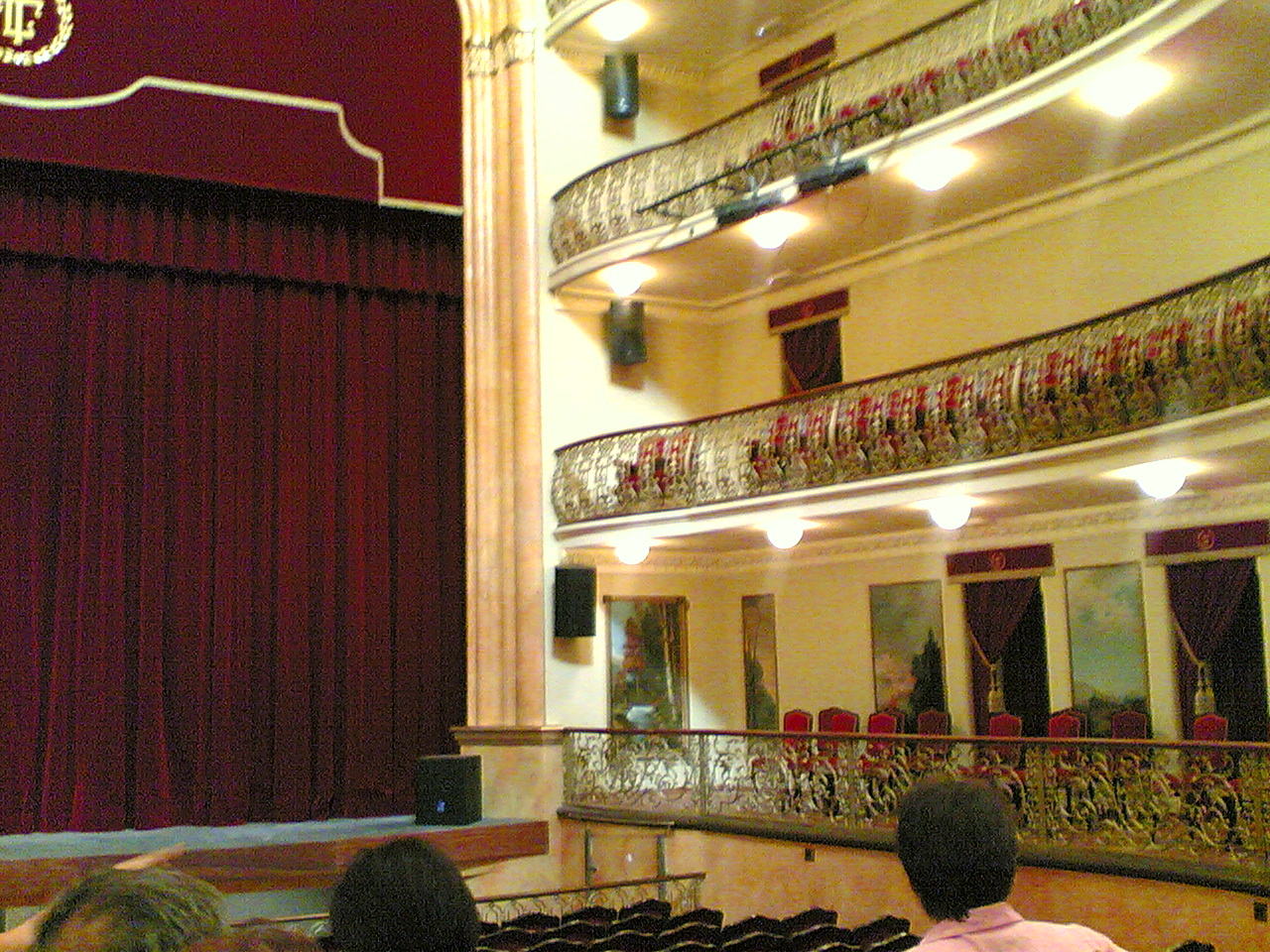
Teatro Leal
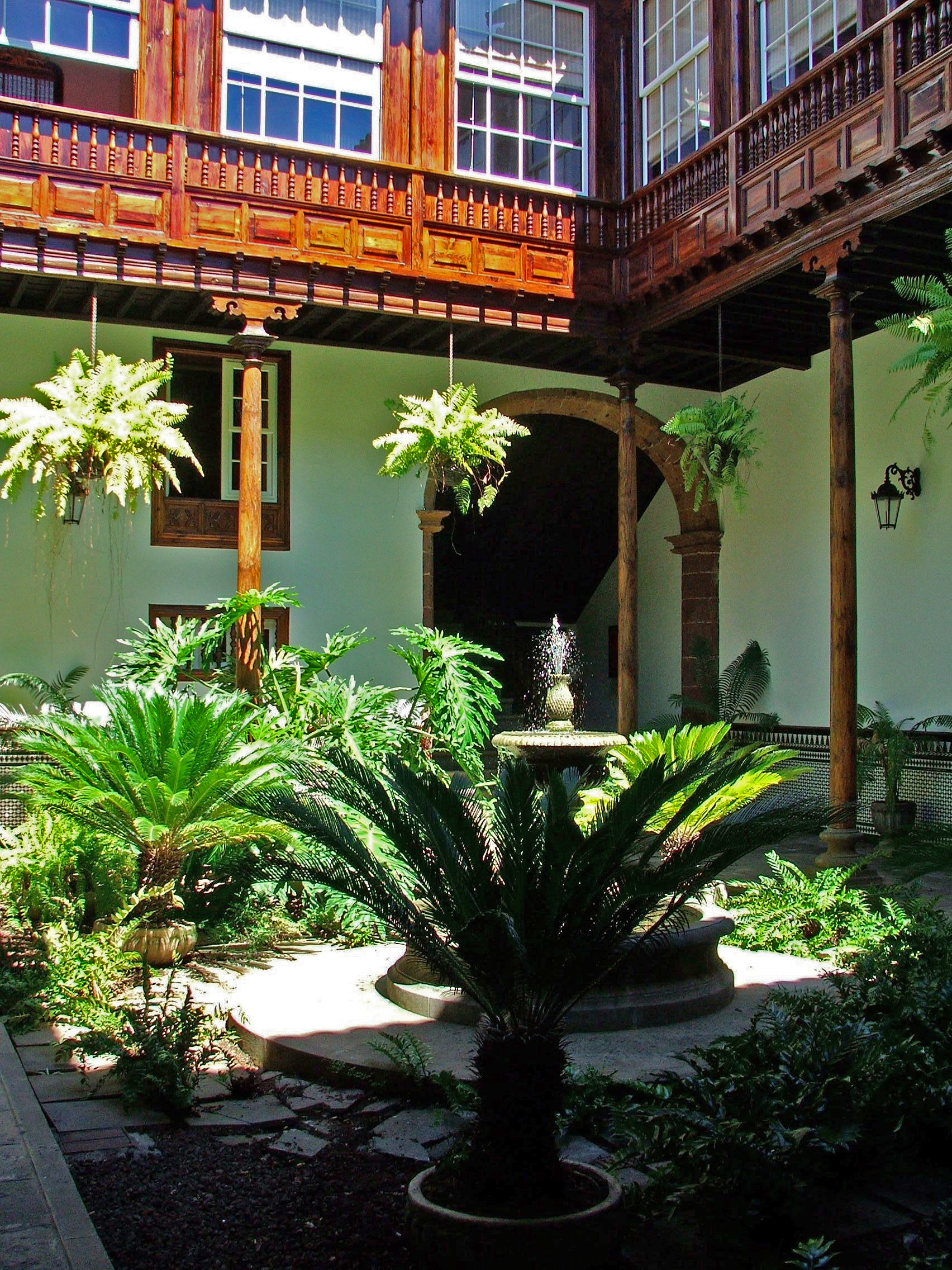
Consejo Consultivo de Canarias
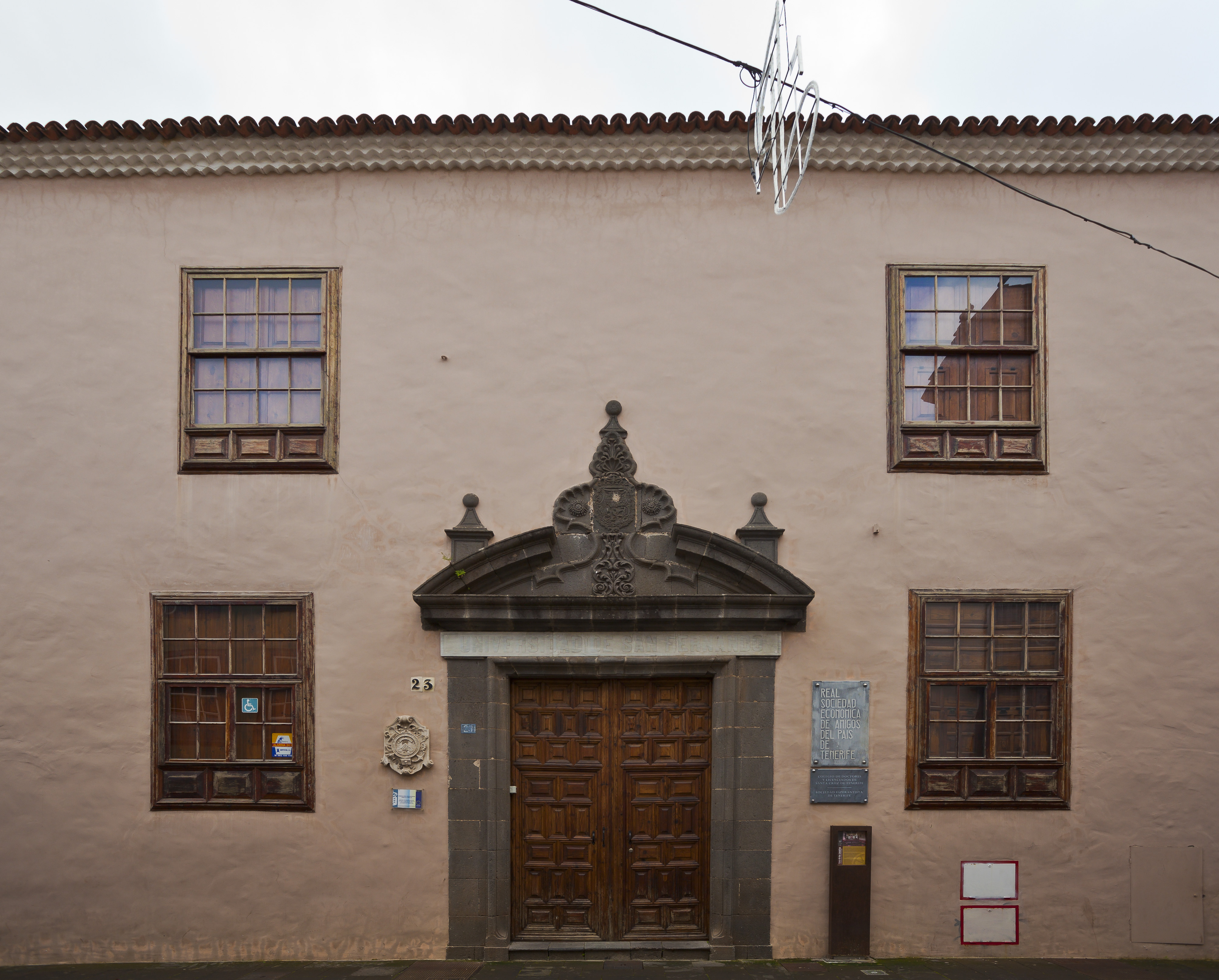
Casa de los Jesuitas y sede de la Real Sociedad Económica de Amigos del País de Tenerife
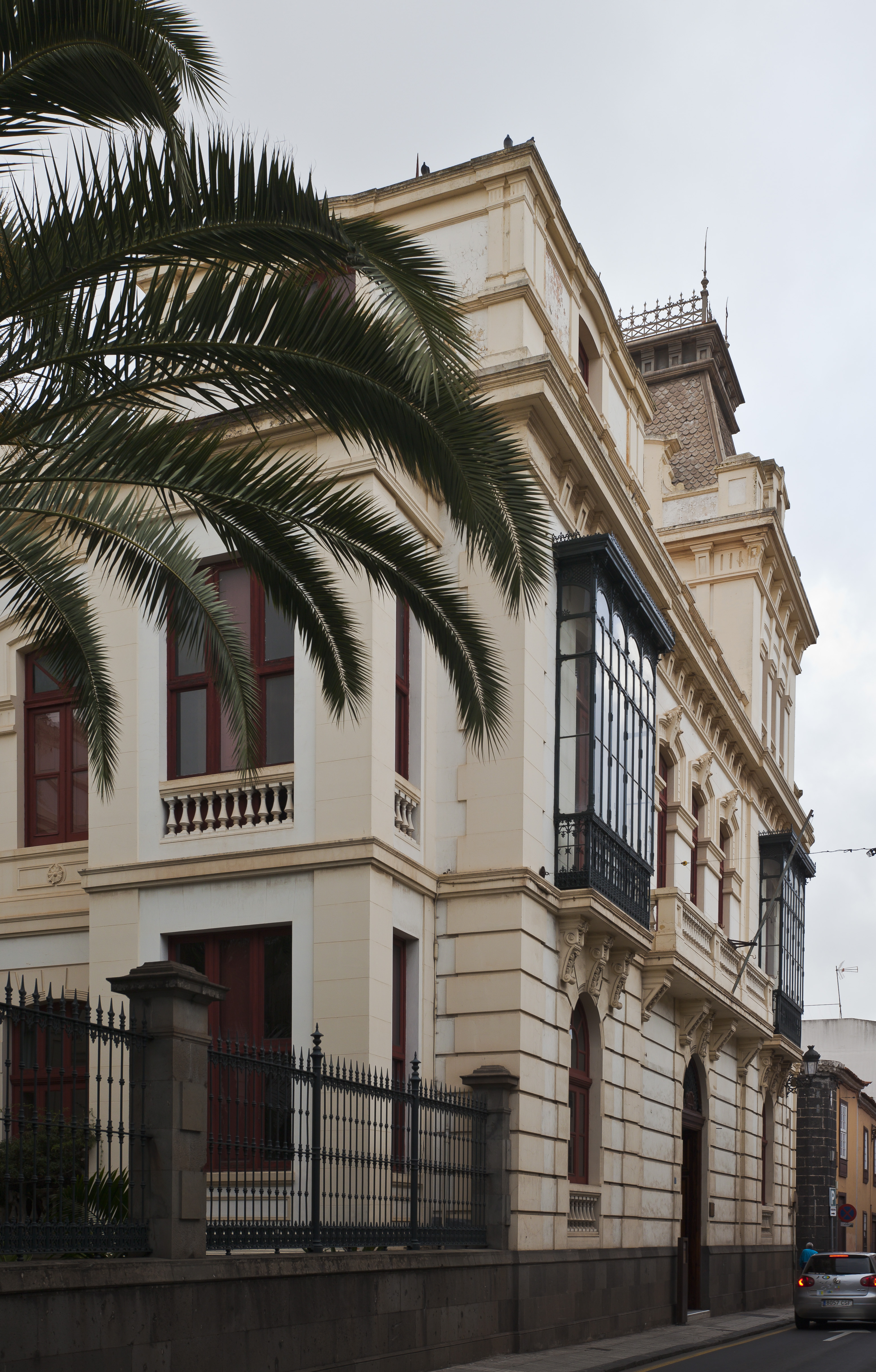
Casino
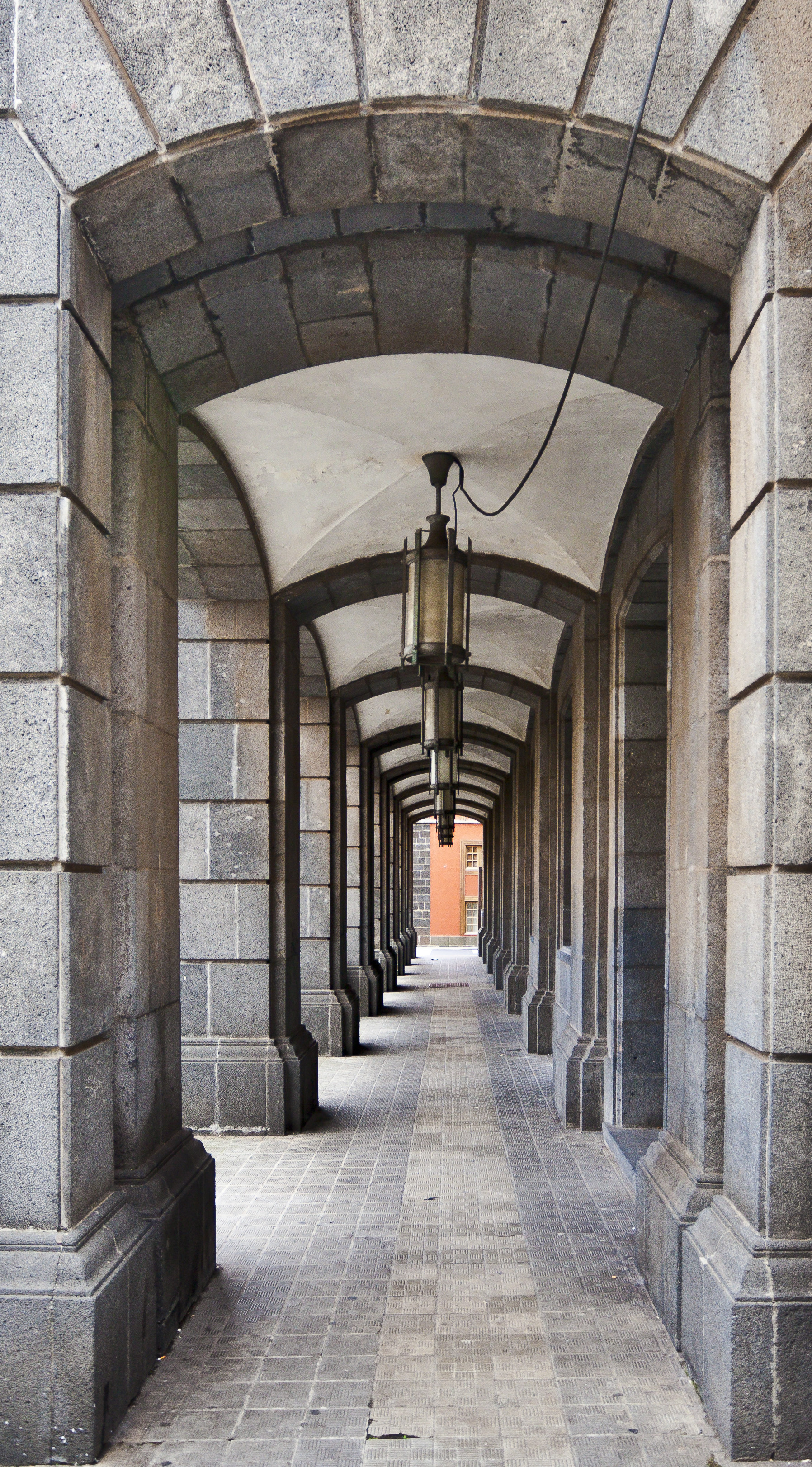
Central de Telefónica
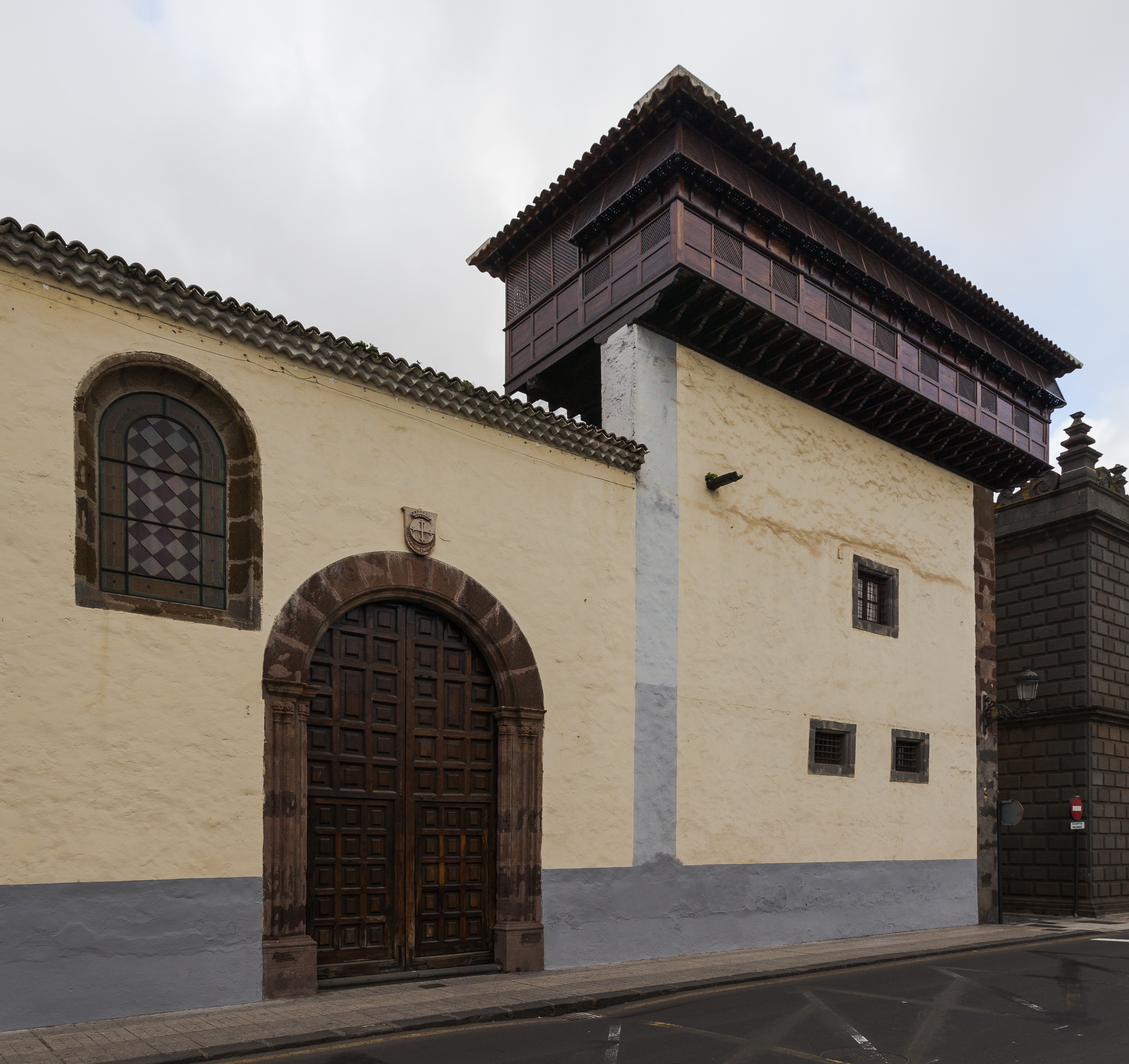
Convento de las Catalinas
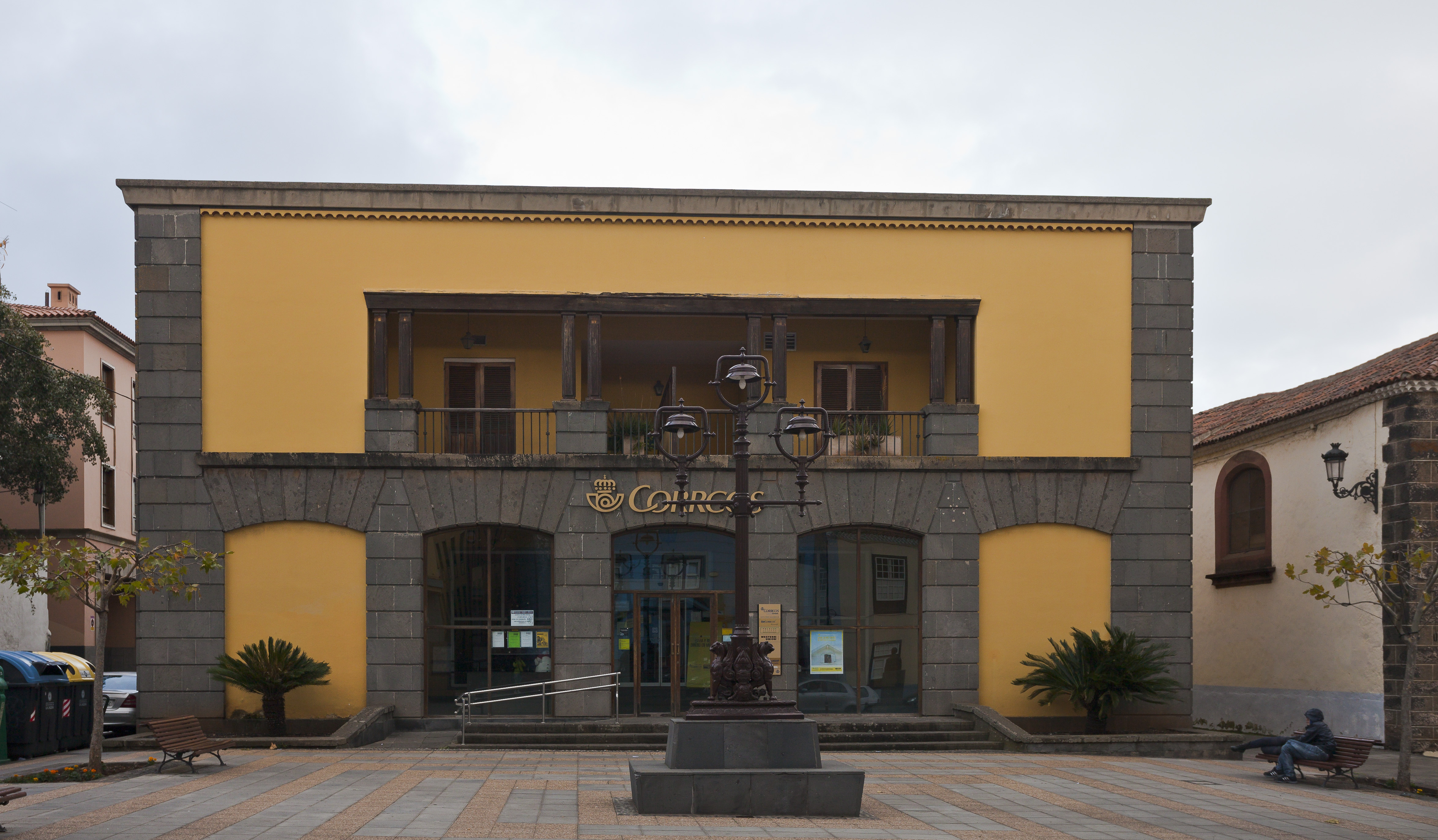
Central de Correos
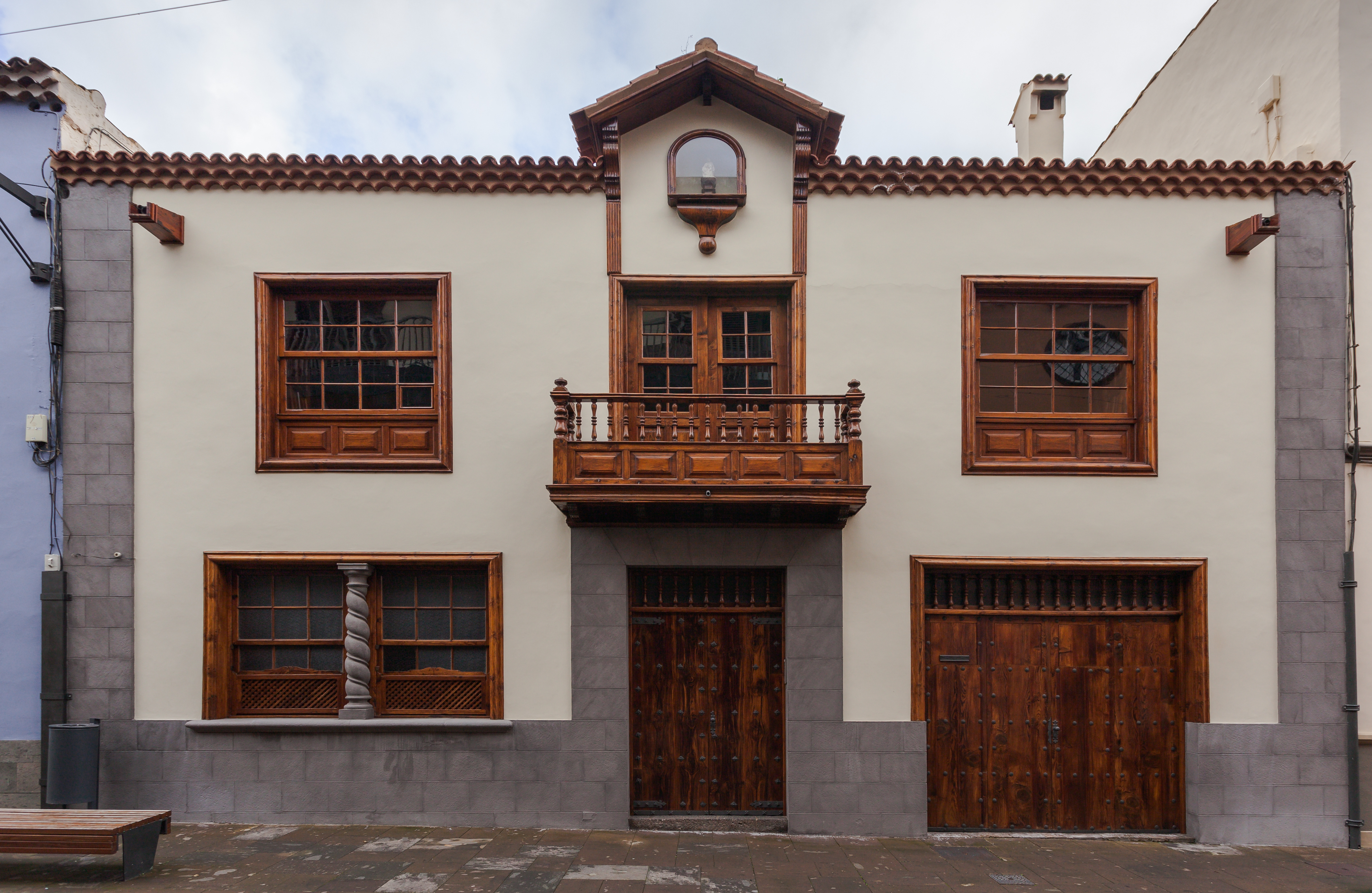
Edificio en calle San Agustín, 6
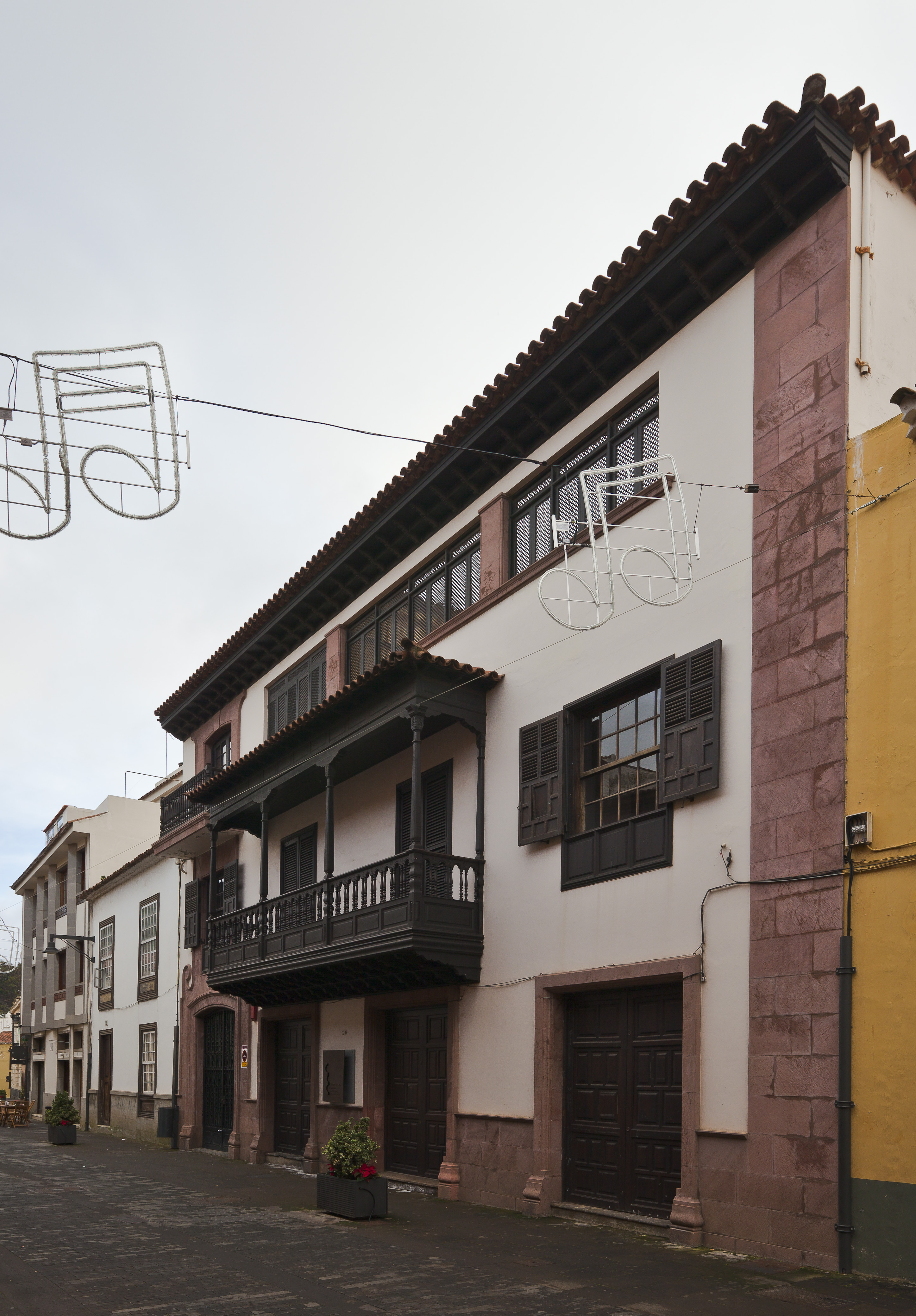
Edificio en calle San Agustín, 15
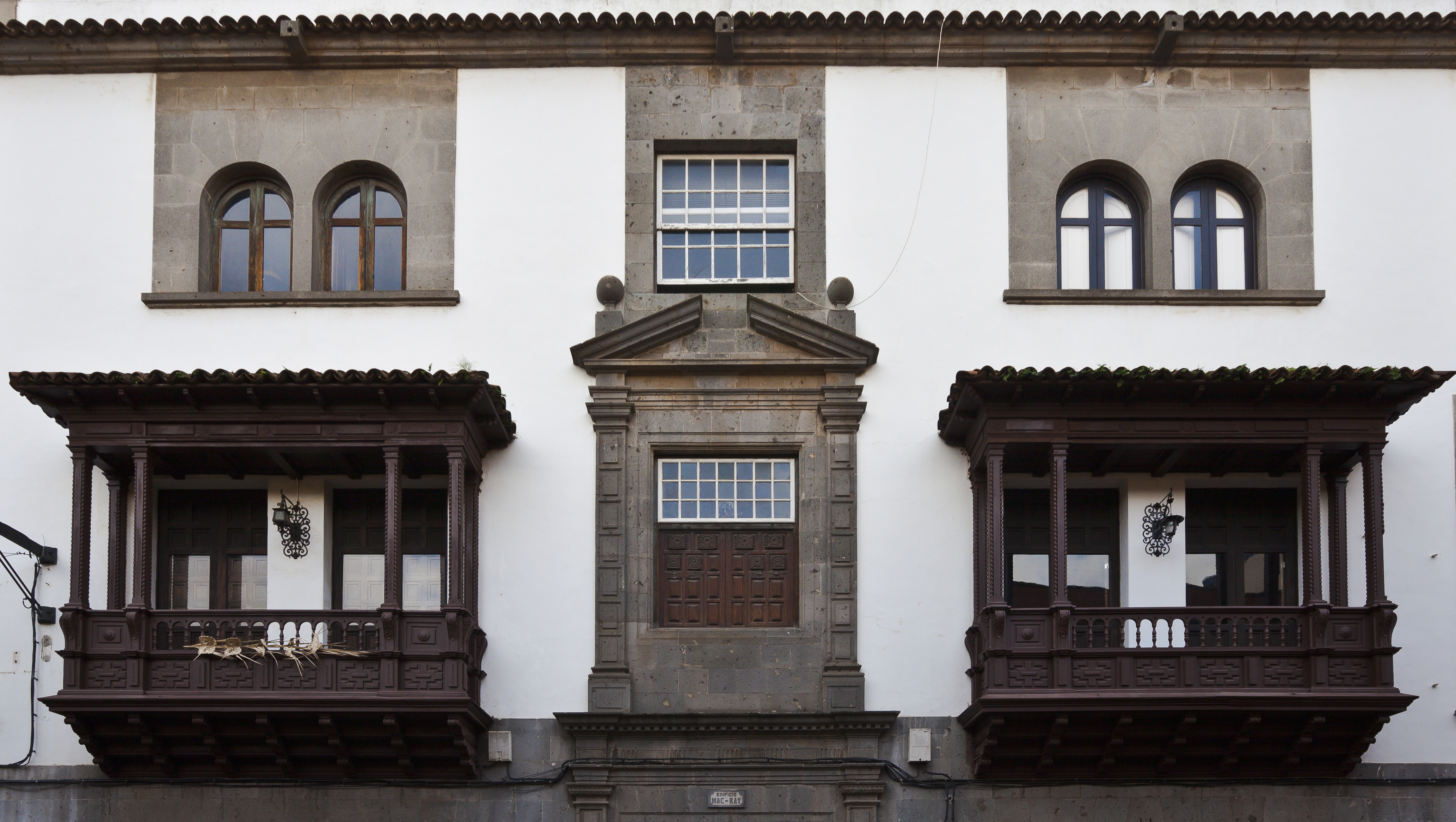
Edificio en la calle Obispo Rey Redondo, 51
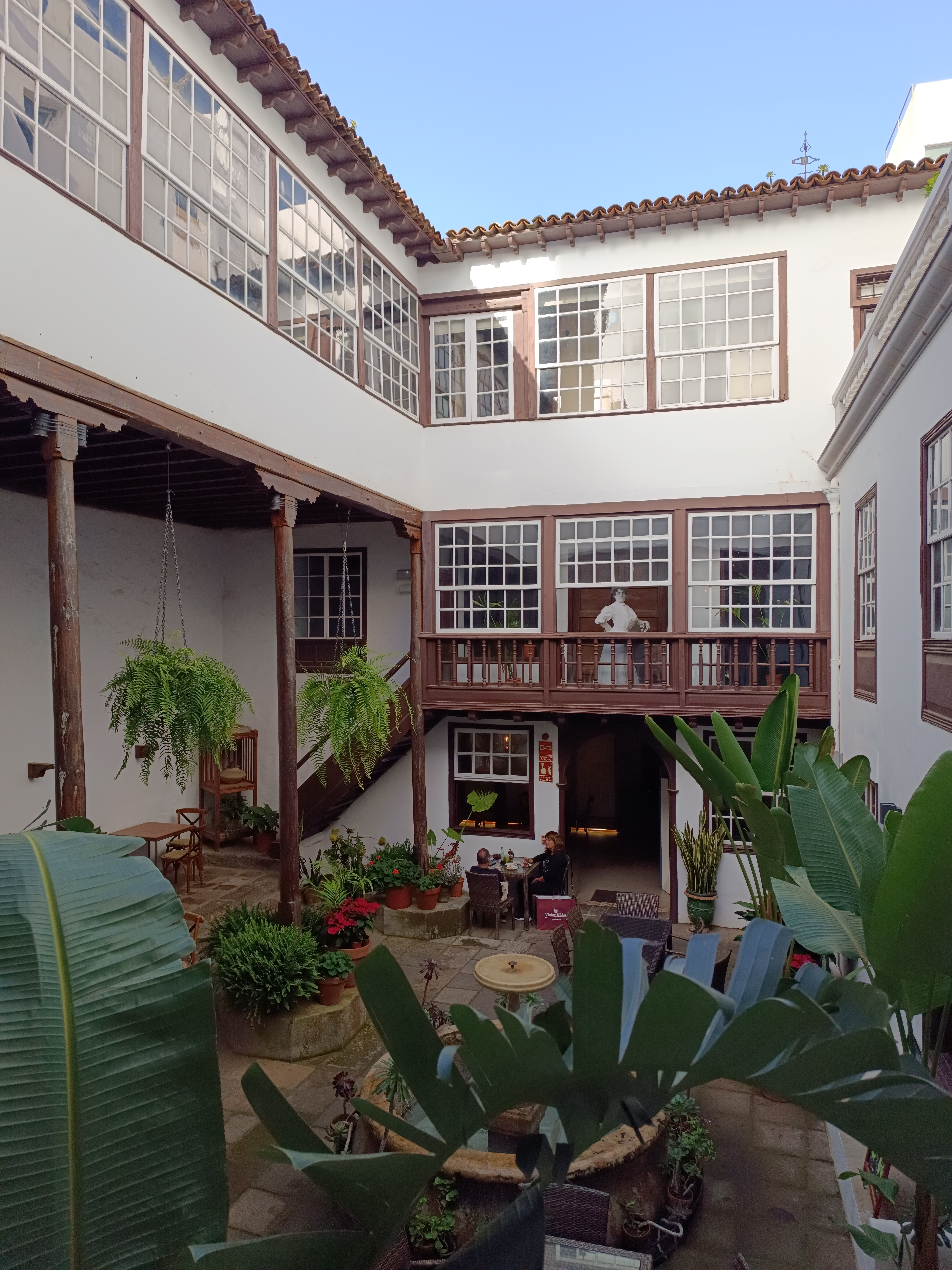
Casa Museo Cayetano Gómez Felipe.

## Cultura

### Acontecimientos culturales
En cuanto a festivales, se puede citar entre otros el Campus Rock, originalmente un festival universitario de música, hoy completamente desligado de la Universidad (hasta el punto de haberse celebrado en otros municipios con el mismo nombre). Por otra parte, el Festival de Cine Histórico, que se venía celebrando en los Multicines Aguere, ha quedado sin subvención económica por parte del Ayuntamiento y por ello no ha habido en 2007 celebración de la que hubiera sido su tercera edición.
Pero destaca hoy en día el certamen internacional de tunas Ciudad de La Laguna, que se viene realizando anualmente desde el 2006, y ha sido catalogado como uno de los mejores en este tipo de eventos[cita requerida]. Organizado por la tuna de distrito de la Universidad de La Laguna (tuna de distrito de la Universidad de La Laguna), el Ayuntamiento de San Cristóbal de La Laguna y la propia Universidad de La Laguna.

### Fiestas y tradiciones

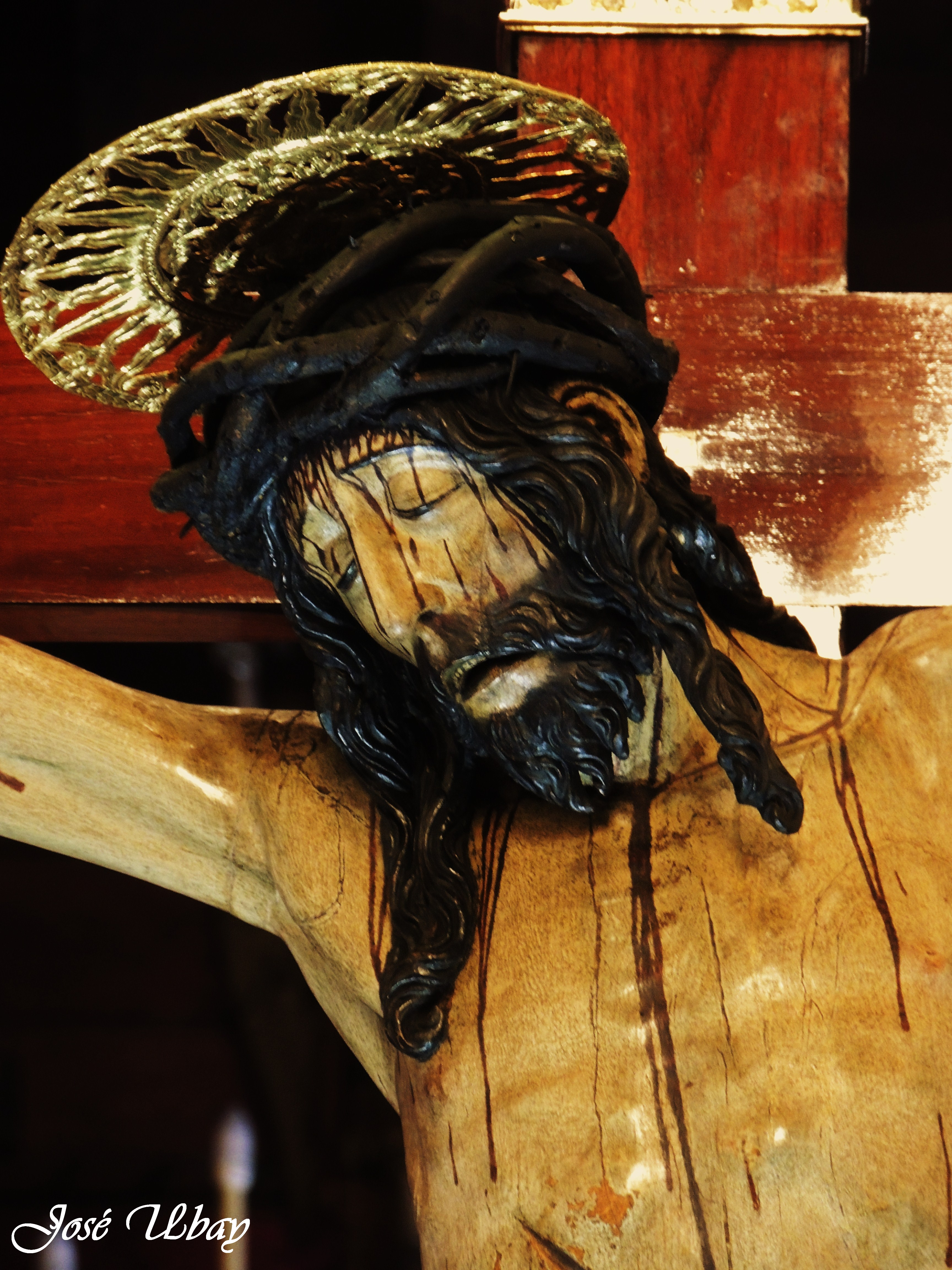
Santísimo Cristo de La Laguna, sus fiestas son las mayores del municipio

En el municipio se celebran diversas fiestas, siendo días festivos locales el Martes de Carnaval y el 29 de septiembre, fiesta de San Miguel Arcángel. Actualmente también es festivo local el 14 de septiembre, festividad del Cristo de La Laguna.
Las principales son:
- Fiestas del Santísimo Cristo de La Laguna: septiembre es el mes del Santísimo Cristo, es la fiesta religiosa principal de la ciudad, conjuntamente con la Semana Santa. La imagen del Cristo de La Laguna de gran devoción popular es de hecho la advocación de Cristo más venerada de Canarias.[39] Su fiesta se celebra el 14 de septiembre, dicho día es festivo en el municipio, cada 9 de septiembre se celebra el solemne descendimiento o bajada del Cristo desde el altar mayor de su Real Santuario.
- Romería de San Benito Abad: segundo domingo de julio. Es la romería más representativa de Canarias,[40] en la que participan grupos venidos desde todos los rincones del archipiélago. Además, es la única romería de Canarias considerada regional, es decir, de toda Canarias.[41] Se la considera también entre las romerías más importantes de España.[42]
- Corpus Christi: 60 días después del domingo de Pascua. Esta es considerada como la procesión más antigua de Canarias.[43]
- Semana Santa de San Cristóbal de La Laguna: 40 días después de la Cuaresma. Esta Semana Santa ostenta el título de ser la más antigua[44] e importante de Canarias.[45] Si bien está contaminada actualmente por influencias ajenas a la tradición canaria, además, la práctica totalidad de los pasos salen a la calle montados sobre carros con ruedas, apartándose claramente de la tradición canaria de cargarlos a hombros, como se hace aún hoy en muchos lugares de las islas. Cuenta esta Semana Santa con pasos de gran valor histórico-artístico, como el ya mencionado Cristo de La Laguna, que acompañados por sus cofradías, algunas de ellas centenarias y que adoptaron el uso del capirote en el siglo XIX, pasean sobre tronos con ruedas las calles más importantes de la ciudad de los Adelantados. La Semana Santa lagunera posee más de 20 hermandades y cofradías, destacándose la Pontificia, Real y Venerable Esclavitud del Santísimo Cristo de La Laguna, que es una de las más antiguas del archipiélago,[46] fundada mucho antes de 1545 (fecha de apertura del Concilio de Trento), cuyo titular es el Santísimo Cristo de La Laguna.

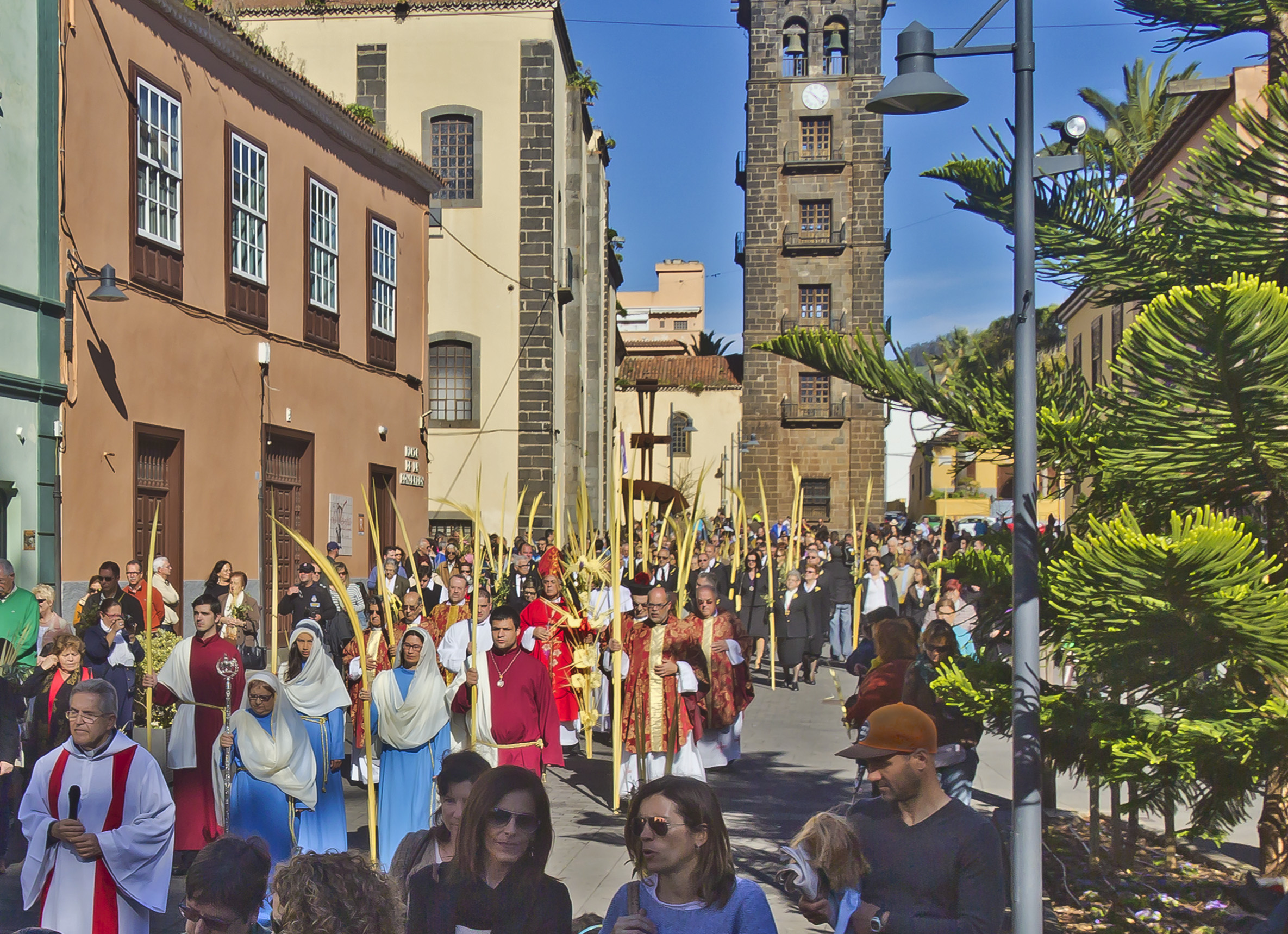
Procesión del Domingo de Ramos

Por su parte, en los diferentes barrios destacan: 
- Cabalgata de Reyes de La Laguna (5 de enero).
- Carnaval de La Verdellada (febrero).
- Fiestas de San Matías (mayo).
- Romería en honor a San Isidro Labrador y Santa María de la Cabeza, Valle Guerra (mayo).
- Romería de San Isidro de Las Mercedes (junio).
- San Juan (San Juanito) el 24 de junio en la Punta del Hidalgo.
- Fiestas de Santa María Madre de Jesús de El Cardonal (julio).
- Embarcación de la Virgen del Carmen de La Hoya, Punta del Hidalgo (julio).
- Fiestas de la Virgen de Candelaria de El Batán (julio).
- Fiestas de Nuestra Señora de Lourdes de La Verdellada (julio y agosto).
- Fiestas de Nuestra Señora de Gracia (primer fin de semana de agosto).
- Fiestas de San Roque (16 de agosto).
- Fiestas del Gran Poder de Dios de Bajamar (agosto).
- Los Corazones de San Bartolomé de Tejina (24 de agosto).
- San Mateo Apóstol en Punta del Hidalgo (21 de septiembre).
- Fiestas en honor a la Virgen del Rosario, Valle Guerra (octubre).
- Fiestas de Nuestra Señora de Guadalupe de San Matías (diciembre).

### Costumbres
La zona de Punta del Hidalgo del municipio es cuna del grupo folclórico Los Sabandeños. La Laguna mantiene inscritos a más de medio centenar de agrupaciones en los barrios y localidades del municipio.
La principal festividad de las tradiciones locales es la Romería de San Benito Abad, celebrada a principios del mes de julio en el casco, en la que participa una gran multitud de carretas tiradas por bueyes, y grupos folclóricos, y donde se puede degustar la gastronomía local. En otros pueblos del municipio hay otras fiestas como La Librea de Valle de Guerra (escenificación teatral al aire libre que recrea la batalla de Lepanto) o Los Corazones de Tejina. Destaca también la Romería de Las Mercedes durante el mes de mayo y el festival internacional de tunas Ciudad de La Laguna, cada primavera.

### Bienes de Interés Cultural
La Laguna ha sido frecuentemente llamada la «Florencia de Canarias», esto es debido a la gran cantidad de iglesias y conventos que posee, además de por su casco antiguo y sus edificios históricos. También por el hecho de que La Laguna fue cuna o sede de diferentes movimientos artísticos y culturales luego exportados al resto del archipiélago canario, especialmente en el ámbito religioso como en la Semana Santa, o el haber sido la cuna en Canarias del movimiento de la Ilustración, también llamado el «Siglo de las Luces». Esto favoreció el surgimiento sobre todo en la época barroca (XVII y XVIII) de notables escultores, pintores y arquitectos que ejercieron su oficio en la ciudad y en ocasiones exportaron sus obras al resto del archipiélago.
Destacan del casco de la ciudad la Catedral de Nuestra Señora de los Remedios, a la que se conoce también como Santa Iglesia Catedral, de estilo neoclásico, con bóvedas de polipropileno; la iglesia matriz de la Concepción, parroquia matriz de la isla cuya torre renacentista en piedra es el símbolo de la ciudad; el Real Santuario del Santísimo Cristo de La Laguna, que acoge la imagen de la talla morena del Santísimo Cristo; la plaza del Adelantado, el Ayuntamiento, los palacios de Nava y Salazar, sede del Obispado y copia del anterior, asolado por un incendio el 23 de enero de 2006; el Casino, los conventos de las Claras y las Catalinas, el exconvento y la iglesia de Santo Domingo, en cuyo interior se encuentra la tumba del corsario y comerciante lagunero Amaro Pargo; el Drago del Seminario y el Drago de la calle del Agua. En el Convento de Santa Catalina de Siena se encuentra el cuerpo incorrupto de la monja Sor María de Jesús, con fama de milagrosa. Por su parte el Convento de Santa Clara de Asís, perteneciente a la Orden Franciscana, fue el primer convento femenino que hubo en Canarias. También destaca la Casa Anchieta situada junto a la plaza del Adelantado, que es la casa donde vivió su infancia y juventud San José de Anchieta, considerado por la Iglesia católica como el "Apóstol de Brasil".
Es de destacar también el antiguo Convento de San Agustín, anexo a la iglesia quemada del mismo nombre y situado en la calle también homónima, sede del primer Instituto de Canarias desde 1846, en el que han estudiado la mayoría de los canarios hasta entrado el siglo XX. Cabe destacar el paso por este centro de enseñanza del escritor grancanario D. Benito Pérez Galdós. En la actualidad acoge parte de las instalaciones del Instituto Canarias Cabrera Pinto. En este lugar, se pueden visitar los claustros y dos salas de exposiciones dedicadas a ciencias naturales y a instrumentos científicos. También acoge una serie de cuadros de enorme interés pertenecientes al Museo del Prado.
También tienen su interés las muchas capillas de dimensiones reducidas que jalonan la orografía de la ciudad, como la capilla de la Cruz Verde, la de la Cruz de los Plateros, la de la Cruz de Rodríguez Moure, la de la Cruz de Juan de Vera y la de la Cruz de los Álamos.
Recientemente se han encontrado diversos túneles, pasadizos y criptas subterráneas que datan de la época inmediatamente posterior a la fundación de la ciudad. Estos túneles pasan en ocasiones por debajo de edificios emblemáticos como la iglesia de la Concepción, la catedral de La Laguna y el antiguo convento de San Agustín, entre otros. Los investigadores creen que la actual ciudad de La Laguna ha ascendido de nivel, pues actualmente no está al mismo nivel del suelo que estaba en el momento de su fundación. En algunos lugares ha subido más de un metro y ha soterrado lo que estaba debajo. Aparentemente, se trataba de una costumbre europea muy extendida y también realizada en otras ciudades (como por ejemplo en Roma) mediante la cual resultaba más económico construir encima que destruir lo ya existente.
| Monumentos                                                |                                                     |
| Convento de Santa Catalina                                | Ermita de San Diego                                 |
| Monasterio de Santa Clara (Convento de San Juan Bautista) | Ermita de San Juan Bautista                         |
| Antiguo Convento de San Agustín                           | Ermita del Gran Poder de Dios de Bajamar            |
| Antiguo Convento de Santo Domingo de Guzmán               | Ermita de San Cristóbal                             |
| Real Santuario del Cristo                                 | Palacio de Nava                                     |
| Iglesia Catedral de San Cristóbal de La Laguna            | Palacio de Lercaro                                  |
| Iglesia de Nuestra Señora de La Concepción                | Palacio de Salazar                                  |
| Iglesia de San Benito Abad                                | Casa de Carta                                       |
| Iglesia de San Lázaro                                     | Casa de San José Anchieta                           |
| Iglesia de San Juan Bautista                              | Hospital e iglesia de Nuestra Señora de Los Dolores |
| Iglesia de San Bartolomé de Tejina                        | Casa de los Capitanes Generales                     |
| Ermita de San Miguel Arcángel                             | Cementerio de San Juan                              |
| Ermita de Nuestra Señora de Gracia                        | El Polvorín de Taco                                 |

| Otros inmuebles de interés Histórico - Artístico | Patrimonio intangible            | Zonas arqueológicas                          | Sitio Histórico       |
| Teatro Leal                                      | Fiesta de los Corazones (2003)   | La Barranquera                               | Casa Borges-Estévanez |
| Casa Ossuna                                      | Librea de Valle de Guerra (2007) | Barranco de Agua de Dios (barranco de Milán) |                       |
| Ayuntamiento de San Cristóbal de La Laguna       |                                  |                                              |                       |
| Palacete de Rodríguez de Acero                   |                                  |                                              |                       |
| Casa del Corregidor                              |                                  |                                              |                       |
| Casa de La Alhóndiga                             |                                  |                                              |                       |

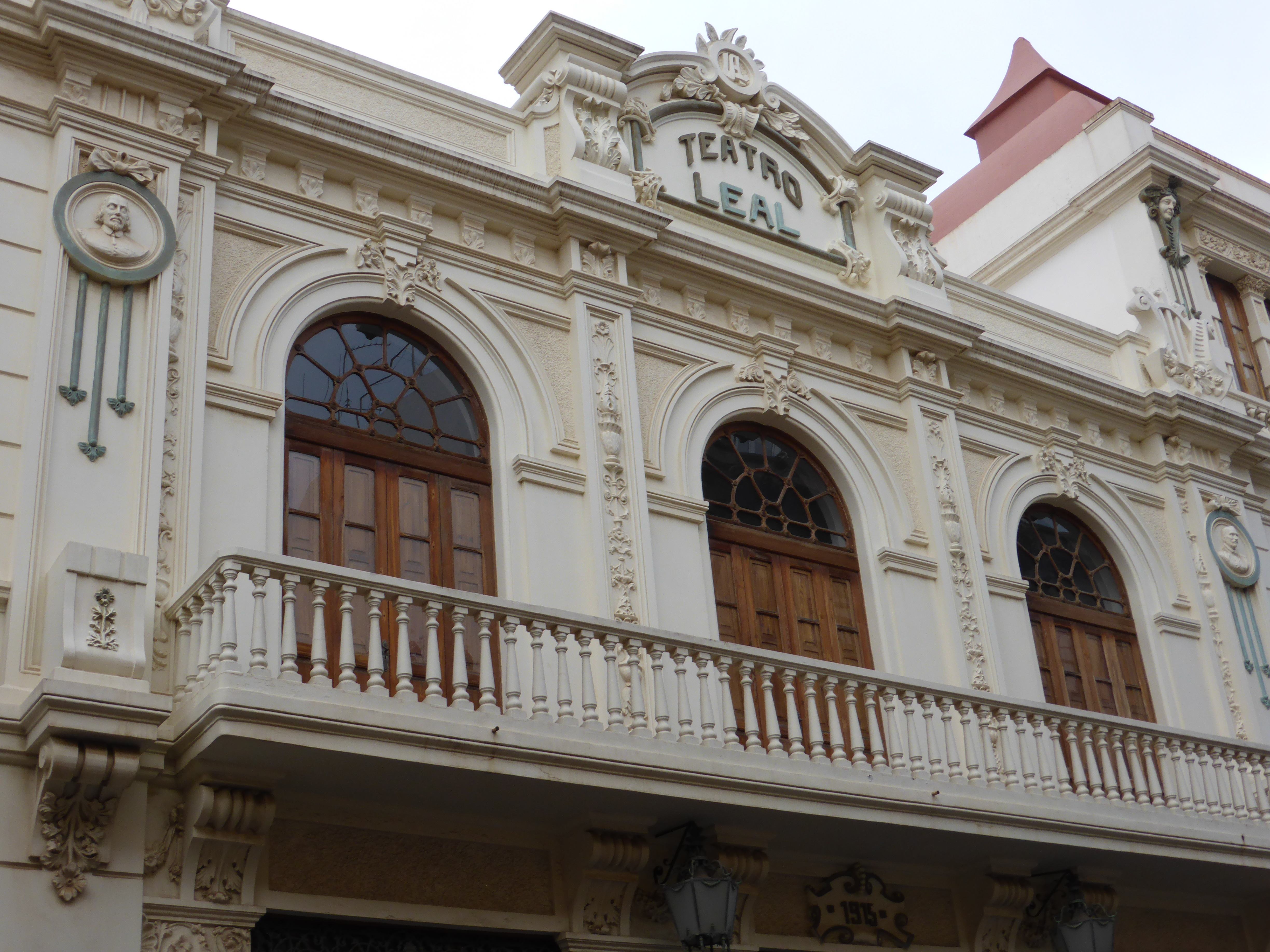
Teatro Leal, del año 1915

El centro histórico de la ciudad cuenta con el Teatro Leal, un edificio ecléctico que acoge las principales representaciones culturales. Asimismo alberga el paraninfo de la Universidad de La Laguna y el auditorio del IES La Laboral. Cabe mencionar que se espera la intervención en las ruinas y el entorno de la iglesia de San Agustín con el fin de crear un espacio multicultural también en el centro histórico. Sin embargo, la ciudad tiene amplios recintos escénicos cerrados o en reformas. Tal es el caso del Cine Coliseo y los Multicines Aguere. No obstante, el municipio, fuera del casco de la ciudad, sí dispone de varias salas de cine, auditorios o museos de arte.
Además, en la ciudad están instituciones culturales como el Ateneo de La Laguna, el Orfeón La Paz, el Casino y la Tertulia de Nava. En este apartado destaca también la sede de la Academia Canaria de La Lengua, ubicada en el Instituto Canarias Cabrera Pinto así como la bicentenaria Real Sociedad Económica de Amigos del País de Tenerife, ubicada en la Casa de los Jesuitas de la calle San Agustín. Existe una amplia variedad de galerías de arte y varias salas de exposiciones, si bien éstas no son públicas sino de instituciones bancarias.
A su vez, la ciudad de San Cristóbal de La Laguna es la sede central a nivel mundial del Centro Internacional para la Conservación del Patrimonio que tiene sus dependencias en la Casa de los Capitanes Generales.

### Parques y jardines
- Parque de la Constitución
- Parque de la Vega
- Parque de los Dragos
- Parque Tecnológico y Científico Las Mantecas
- Parque San Benito
- Espacio Multifuncional El Polvorín de Taco
- Parque de la Mesa Mota
- Parque de las Torres de Taco
- Parque Ofra
- Parque Salud Alto-El Rocío
- Parque Las Chumberas
- Parque Las Furnias de Punta del Hidalgo

### Museos
- Museo de Historia y Antropología de Tenerife o Casa Lercaro
- Museo de la Ciencia y el Cosmos
- Museo de Antropología de Tenerife o Casa de Carta
- Fundación Cristino de Vera-Espacio Cultural CajaCanarias[51]
- Museo de Arte Sacro del Convento de Santa Clara.[52]
- Museo de Arte Sacro de la Catedral de La Laguna
- Museo de Arte Sacro del Real Santuario del Cristo
- Casa Museo Cayetano Gómez Felipe
- Casa Anchieta

### Salas de exposiciones
- Ex-convento de Santo Domingo
- IES Canarias Cabrera Pinto
- Galería de Arte Estudio Artizar[53]
- Fundación Canaria Mapfre Guanarteme
- Ermita de San Miguel
- Sala de la Casa de los Capitanes
- Sala biblioteca municipal Adrián Alemán de Armas

### Teatros
- Teatro Leal
- Paraninfo de la Universidad de La Laguna
- Teatro Unión Tejina

### Música
- Escuela municipal de música Guillermo González
- Los Sabandeños
- Orfeón La Paz
- Grupo Achamán
- Taller Canario

### Ocio
La zona de ocio nocturno de la urbe, entre las calles de Heraclio Sánchez y Antonio González. De interés es esta zona universitaria, llamada El Cuadrilátero, donde se concentran más de cien bares y pubs que amenizan la noche lagunera. En dicha zona también se practica el llamado «botellón». También hay ocio nocturno en la zona de Las Chumberas, con el centro de ocio Las Palmeras donde además de bares y restaurantes encontramos un parque comercial y de ocio con tiendas, multicines y grandes superficies comerciales. En la zona de Guamasa, próxima al aeropuerto, se emplazan discotecas y restaurantes muy frecuentados. Dentro del casco histórico destacan las tascas donde se pueden degustar exquisitos quesos canarios y vinos de la tierra.

### Ciudad Patrimonio de la Humanidad (UNESCO)

Logotipo del programa Patrimonio Mundial de la UNESCO

San Cristóbal de La Laguna tiene un valor universal y excepcional por la concepción de su plano. Este conjunto histórico, es el arquetipo de la ciudad-territorio. Es el primer ejemplo de ciudad no fortificada, concebido y construido según un plano inspirado en la navegación, la ciencia de la época. Su espacio está organizado según un nuevo orden social pacífico inspirado por la doctrina religiosa del milenio que suscita el año 1500.
El plano de la ciudad se lee como el «mapa estelar», en que los puntos corresponden con puntos particulares de la ciudad y a las relaciones entre ciertos de estos puntos y un todo. Tiene un significado simbólico y se interpreta como una carta marina o un mapa de constelaciones de la época.
El 2 de diciembre de 1999, el Comité del Patrimonio Mundial de la UNESCO reunido en Marrakech (Marruecos) hiciera pública su aprobación del título de Patrimonio de la Humanidad para la ciudad de San Cristóbal de La Laguna, Tenerife. El Comité del Patrimonio Mundial justifica esta distinción basándose fundamentalmente en los siguientes criterios:
- La Laguna es un conjunto histórico arquetipo de la «ciudad-territorio», primer ejemplo de ciudad colonial no fortificada y precedente directo de las nuevas fundaciones americanas. Fue trazada a partir de un complejo proyecto, basado en principios filosóficos, realizado gracias a los conocimientos de la navegación, la ciencia de su época.
- Su trazado original, del año 1500, ha permanecido intacto desde su creación. Conserva en buen estado cerca de seiscientos edificios de arquitectura mudéjar. La Laguna es un ejemplo vivo del intercambio de influencias entre la cultura europea y la cultura americana con la que ha mantenido un vínculo constante.

### Cine

El cineasta José G. Rivero, 1926

Como patrimonio cinematográfico hay que señalar que en La Laguna, a comienzos de los años 20 (del siglo XX), José González Rivero creó la productora Rivero Film, y empezó a filmar documentales y noticiarios locales. En 1926 rodó el primer largometraje canario, asociado con Romualdo García de Paredes. La película se tituló El ladrón de los guantes blancos, y se estrenó en el Teatro Leal el 6 de septiembre de 1926. Fue rodada en municipios tinerfeños, especialmente en La Laguna y Santa Cruz. Es un filme mudo, que puede acompañarse con música de piano.

### Religión
La población creyente del municipio de La Laguna profesa mayoritariamente la religión católica, estando repartida la feligresía en varias parroquias pertenecientes a los arciprestazgos de La Laguna, La Cuesta, Ofra (Hospital Universitario de Canarias), Taco y Tegueste de la diócesis de Tenerife.

#### Patronazgo de la ciudad

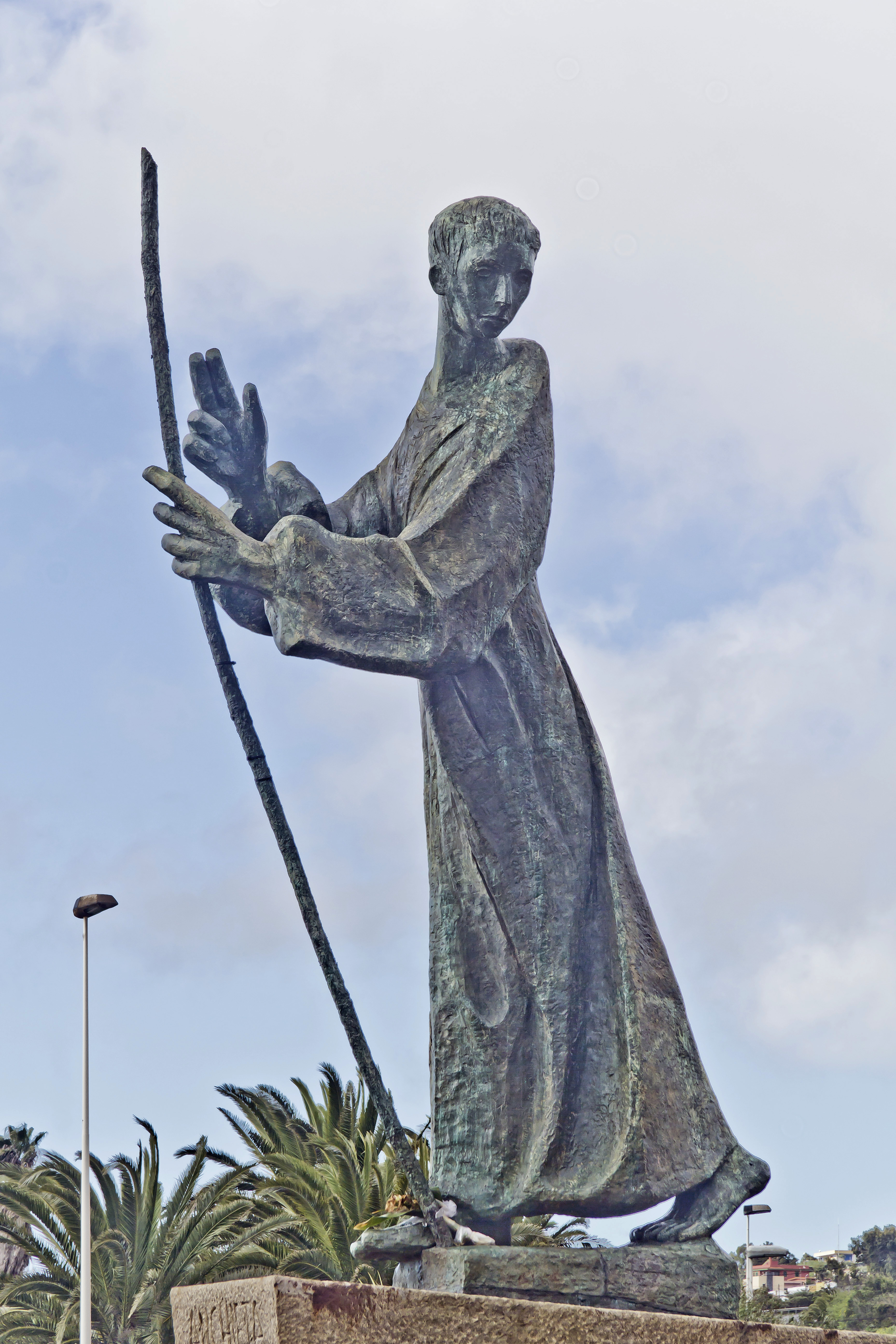
Monumento al Padre José de Anchieta, misionero jesuita en Brasil y santo de la Iglesia católica nacido en San Cristóbal de La Laguna. La estatua, de 5 m, preside la entrada a la ciudad

El patronazgo de la ciudad de San Cristóbal de La Laguna está dividido entre varios santos y advocaciones. Esto es debido a que a lo largo de los siglos se ha buscado la intersesión de diferentes figuras religiosas en las calamidades que afectaron a la ciudad, lo cuál ha propiciado la proliferación de variados cultos patronales de manera análoga a otras ciudades del mundo hispánico, como los diversos patronazgos de Sevilla.
San Cristóbal de Licia da nombre a la ciudad y al municipio al ser fundada en fechas cercanas a la festividad de este santo, por lo que es el patrono de la ciudad, y la Virgen de los Remedios (advocación a la cual está consagrada la Santa Iglesia Catedral) es la patrona, cuya festividad se celebra el 8 de septiembre. La Virgen de los Remedios es también la patrona de la diócesis de San Cristóbal de La Laguna y de la isla de Tenerife. Por otro lado, los compatrones de la catedral y de la diócesis son: San Fernando Rey y Santa Isabel de Portugal.
Son compatrones de la ciudad: San Juan Bautista, en agradecimiento por supuestamente haber librado a la ciudad de una plaga de peste que asoló la isla y la Inmaculada Concepción, que además tiene el título de alcaldesa perpetua de la ciudad. San Miguel Arcángel, al que el Adelantado Alonso Fernández de Lugo tenía gran devoción es también considerado compatrono de la ciudad y patrono del Ayuntamiento de San Cristóbal de La Laguna, además de ser también patrono de la isla de Tenerife. Su imagen aparece reflejada en el escudo de la ciudad y de la isla. También son compatrones San Plácido y San Roque.
Es importante destacar la presencia de otro santo importante para la ciudad, San José de Anchieta, el cual a pesar de no ser oficialmente patrono ni compatrono de la misma, es sin embargo el primer y único santo canonizado nacido en La Laguna. Anchieta fue misionero en Brasil y fue fundador de São Paulo y uno de los fundadores de Río de Janeiro. Su fiesta, cada 9 de junio goza de una gran consideración por el obispado. Sin embargo la imagen más venerada y famosa de La Laguna y una de las más veneradas de Canarias, es el Santísimo Cristo de La Laguna, de hecho el día de su fiesta (14 de septiembre) es día festivo en toda la ciudad y el municipio.

#### Visita de la Virgen de Candelaria
El origen de esta tradición se remonta a mediados del siglo XVI, concretamente al año 1555, cuando la Virgen de Candelaria (patrona de las Islas Canarias), fue trasladada por primera vez a San Cristóbal de La Laguna (capital de la isla en esa época) para resguardar la imagen religiosa de posibles ataques piráticos en las costas de la Villa Mariana de Candelaria. Posteriormente sería trasladada fundamentalmente por motivos de rogativas: sequías, plagas, epidemias, catástrofes naturales, etc. Así en más de 30 ocasiones hasta 1789 cuando esta costumbre se pierde durante más de un siglo.
A comienzos del siglo XX, en 1939 se retoma, si bien ya por motivos conmemorativos y visitando también la ciudad de Santa Cruz de Tenerife, la cual se había convertido en la capital de la provincia de Canarias el siglo anterior. A partir del año 2001 se establecerían los traslados o visitas de la Virgen cada siete años alternando entre La Laguna y Santa Cruz de Tenerife. La imagen de la Virgen suele permanecer dos semanas en la ciudad, durante la cual se realizan diferentes actividades religiosas. En este traslado es costumbre que la Virgen de Candelaria se encuentre con el Cristo de La Laguna, antes de abandonar la ciudad e iniciar su camino de regreso a Candelaria.
Se trata de una gran peregrinación mariana que con el paso del tiempo se ha convertido en una tradición y en uno de los acontecimientos religiosos más importantes para La Laguna. El último traslado a esta ciudad se produjo en octubre de 2018. Anteriores visitas de la imagen fueron las de 2009, 1997, 1964 y 1939. La Virgen de Candelaria ostenta el título de Alcaldesa Honoraria y Perpetua de San Cristóbal de La Laguna, al igual que también lo es del resto de los municipios de la isla de Tenerife.

### Ciudadanía
El municipio de La Laguna (año 2007) es uno de los más activos de Tenerife en cuanto a movimientos ciudadanos. En La Laguna existen alrededor de 400 asociaciones vecinales con una participación que va desde los 1600 socios que tiene la denominada Asociación de Vecinos Los Verdeños de La Verdellada hasta las más pequeñas de unos tres asociados. En el municipio de igual manera hay tres federaciones vecinales, la más importante es la FAV Aguere, le sigue la Unión Verdeña que se suscribe al importante barrio de La Verdellada; y finalmente la FAAM Los Menceyes de la importante zona de expansión de Geneto. En La Laguna también hay unos 15 colectivos juveniles con una participación que va de los 780 asociados de AJUVE (Asociación Juvenil de La Verdellada) a los tres miembros de la más pequeña. Completan el mapa asociativo del municipio 23 asociaciones de mujeres, 45 de mayores, varias deportivas, folclóricas y culturales así como las estudiantiles vinculadas a la Universidad de La Laguna. Por su parte el Ayuntamiento posee la mayor red de centros ciudadanos de toda Canarias con más de 40 edificios destinados a la participación y repartidos por toda la geografía municipal, enmarcados geográficamente en los principales barrios y que han servido de sede para las asociaciones por zonas.

### Deporte
San Cristóbal de La Laguna alberga a equipos de todos los ámbitos deportivos. En su término municipal se hallan, entre otras instalaciones deportivas, el pabellón de baloncesto Santiago Martín, el polideportivo Juan Ríos Tejera y el estadio municipal Francisco Peraza. Cuenta con tres Complejos Deportivos Municipales (San Benito, La Cuesta y El Polvorín de Taco) dotados de salas de ejercicio, gimnasio y piscina, entre otros servicios.
La ciudad de La Laguna alberga cada año importantes eventos deportivos. En el año 2018 fue sede, junto a Santa Cruz de Tenerife, de la Copa Mundial de Baloncesto Femenino de 2018 organizada por la Federación Internacional de Baloncesto y la Federación Española de Baloncesto.
Anualmente se realiza la carrera San Silvestre Lagunera, la cual se celebra el último día del año y en 2020 se celebró la XXIX edición. Este evento deportivo se celebra desde 1982.
Además existen escuelas de atletismo, ciclismo, artes marciales, yoga, pilates o danza, en el conjunto municipal.
| Equipos de Fútbol             |           |
| Entidad                       | Fundación |
| C.D. Arguijón                 | 1940      |
| C.D. Ofra                     | 1941      |
| C.D. Candelaria               | 1952      |
| C.D. Unión Tejina             | 1955      |
| C.D. Valle Guerra             | 1963      |
| U.D. Taco San Luis            | 1963      |
| S.D. Casablanca Tejina        | 1966      |
| U.D. Andenes                  | 1982      |
| C.D. Laguna                   | 1984      |
| U.D. San Antonio Pilar        | 1989      |
| U.D. Coromoto                 | 1993      |
| A.D.F.C. Padre Anchieta       | 1994      |
| C.F. Juventud Laguna          | 1998      |
| U.D. Tacuense                 | 1998      |
| C.D. Unificación Finca España | 2008      |
| C.D. II Pueblos               | 2008      |
| C.D. Verdellada               | 2013      |
| C.D. Tasiri                   | 2018      |
| U.D. Hidalgo                  | -         |

| Equipos de Baloncesto         |           |
| Entidad                       | Fundación |
| C.B. Juventud Laguna          | 1932      |
| C.B. Canarias                 | 1939      |
| Baloncesto Luther King Laguna | 1971      |
| C.B. Nuryana                  | 1987      |
| Unión Baloncesto Laguna       | 2007      |
| C.B. Adareva Tenerife         | 2008      |
| C.B. Clarinos                 | 2014      |

| Equipos de Voleibol     |           |
| Entidad                 | Fundación |
| C.V. Aguere             | 1992      |
| C.D. Univol Bregador    | 2009      |
| C.V. Haris              | 2011      |
| C.V. Los Callejones     | 2012      |
| C.V. Yejarafe La Laguna | 2014      |
| Cisneros Alter Voleibol | -         |

## Ciudades hermanadas
- Arona, España
- Baler, Filipinas
- Cartagena de Indias, Colombia
- Arafo, España
- Colima, México[70]
- Miami, Estados Unidos
- Ciudad de Salta, Argentina
- São Paulo, Brasil
- Anchieta, Brasil
- La Habana Vieja, Cuba
- Telde, España

Existe un proyecto de hermanamiento con las ciudades de Pisa, en Italia, y La Habana, en Cuba.